# Зіньківський район
Зінькі́вський райо́н — колишня адміністративно-територіальна одиниця Полтавської області. Район був розташований у північно-східній частині області й межував на північному заході з Гадяцьким, на заході — з Миргородським, на південному заході  — з Шишацьким, на півдні — з Диканським та на південному сході — з Котелевським районами Полтавської області, на сході — з Охтирським районом Сумської області. Площа — 1360 км². Станом на 1 червня 2013 року постійне населення становило 35,712 тисяч осіб. Адміністративний центр — місто Зіньків.
Район утворено у березні 1923 року і ліквідовано 19 липня 2020 року. Питома вага в області на 2019 рік: за територією — 4,73 %, за чисельністю населення — 2,4 %.

## Географія
Зіньківський район був розташований на північ від обласного центру, в межах Полтавської рівнини, в природній зоні лісостепів.

### Геолого-геоморфологічна характеристика
Район був розташований у межах Дніпровсько-Донецької западини, складеної осадовими породами, з якими пов'язані корисні копалини: нафта, газ, торф, будівельні матеріали. В районі є Солохівське та частково Більське і Опішнянське нафтогазоконденсатні родовища. З паливних ресурсів відомі запаси торфу в долині річки Грунь (5 родовищ, найбільше — Грунь-Ташанське з загальними запасами понад 3 млн тон). Наявні поклади будівельної сировини: глини, піску, суглинків, супісків, гончарної глини (Опішнянське родовище площею 200 м²).
Водні ресурси в районі представлені 141 ставком та річками басейну Дніпра: Грунь-Ташань, Грунь, Ворскла, а також Мужева Долина, Березова Балка, Яха та інші.
В урочищі села Власівка відкрито джерело мінеральної води, яке занесено до каталогу мінеральних вод України під назвою «Ташань», широко використовується для лікування в місцевому санаторії «Сосновий бір».

### Клімат
Північна частина Полтавської області, у тому числі й Зіньківщина, лежить в атлантико-континентальній помірно-вологій кліматичній області помірного кліматичного поясу з прохолодною зимою і теплим (інколи спекотним) літом. Середньорічна температура повітря становить 6,5 °С, найнижча вона у січні (-6,7 °С), найвища — у липні (+19,5 °С). У середньому за рік випадає понад 560 мм атмосферних опадів, найменше — у лютому-березні, найбільше — у липні. Період з температурою понад +10 °C — 155—165 днів на рік. Найнижча (−34 °C) і найвища (+37 °C) температура повітря були зафіксовані на метеостанції, що розташована на відстані 33 км від районного центру.
Останні 100—120 років температура повітря на Зіньківщині, як і в цілому в області, має тенденцію до зростання. Упродовж останнього століття середня температура повітря зростає на 0,1—0,2°С за 10 років.

### Рослинний світ

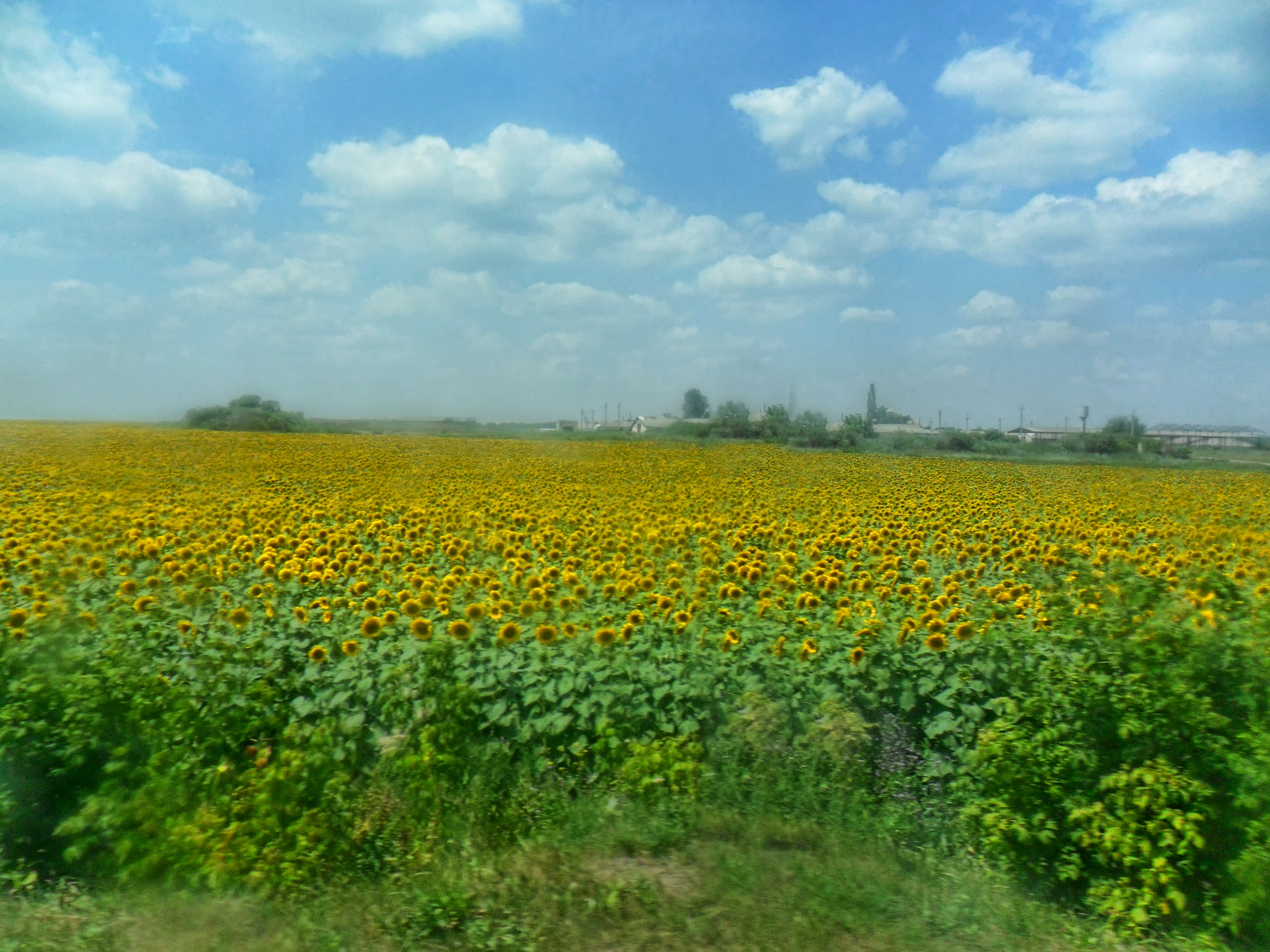
Соняшник — поширена сільгоспкультура

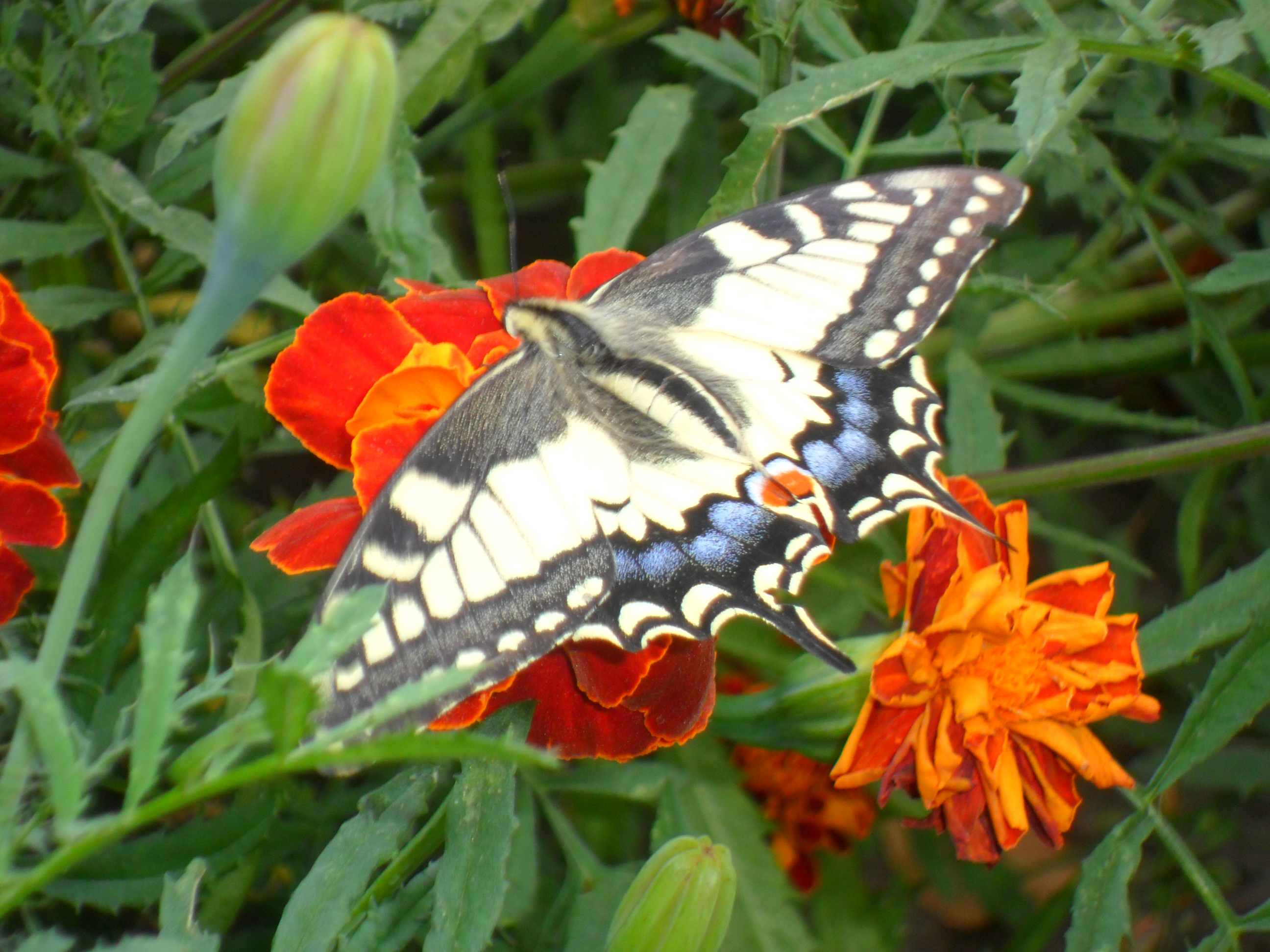
Махаон біля селища міського типу Опішня

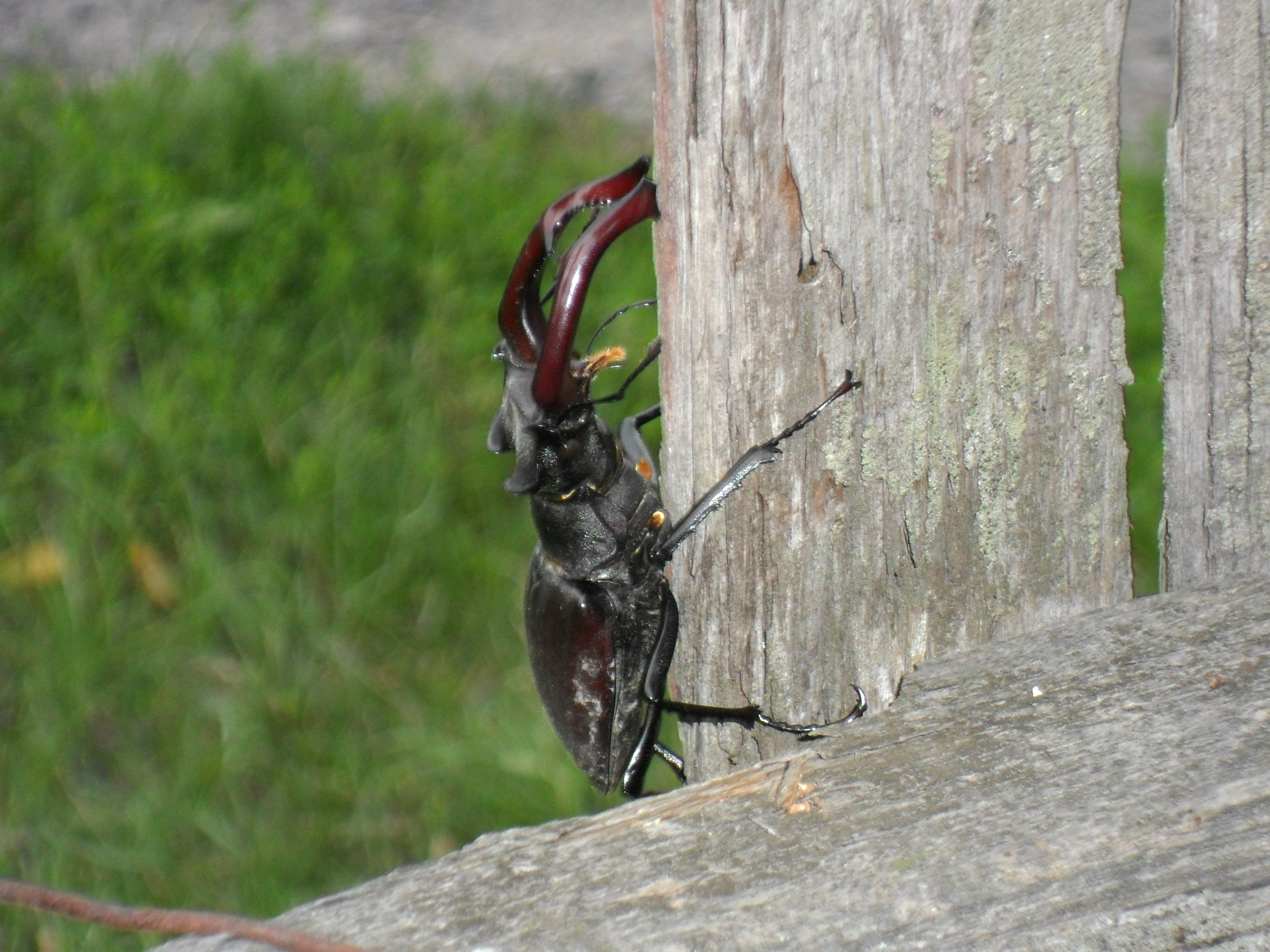
Жук-олень, охороняється Червоною книгою

Рослинний і тваринний світ відзначається фізико-географічним районуванням. Більша частина Зіньківського району лежить у лісостеповій зоні (Лебедино-Зіньківська північно-лісостепова смуга), південь регіону розташований на межі лісостепу та степової зони — Опішнянсько-Диканська південно-лісостепова смуга.
Ліси займають 17100 га. Дубово-соснові та соснові ліси зосереджені переважно на заплавних терасах річок Грунь-Ташань та Ворскли, які утворюють численні меандри. Кленові, липові та дубові ліси, що переходять у луки спостерігаються в заплавах Ворскли.
Степова природна рослинність (різнотрав'я) збереглася на схилах балок, берегах річок. Основні площі степових ділянок розорані і зайняті посівами різноманітних сільськогосподарських культур — пшениці, жита, ячменю, проса, тритикале, кукурудзи, соняшнику, гречки, сої, ріпаку, цукрових буряків тощо.
У рамках збереження природних ландшафтів та рослинності створено такі заповідні території місцевого значення:
Активна господарська діяльність людини призвела до появи чималої кількості адвентивної флори (рослин чужоземних видів) в районі. Переважно це бур'яни — галінсога, сухоребрик, вовчки, повитиці, щириці, у тому числі й карантинна рослина амброзія. Вони засмічують поля, городи, сади, пасовища, ростуть на узбіччях шляхів, смітниках, пустирях, біля жител тощо.

### Тваринний світ
Тваринний світ представлений лісовими та степовими видами, є також акліматизованими видами тварин.
На луках та болотах Зіньківщини найчастіше трапляються миша польова, кріт звичайний, бурозубка, бобер, лунь очеретяний, чапля сіра, гуска сіра, качки, лиска, синиця вусата, кулики; вуж звичайний, черепаха болотяна, ящірка прудка, ропуха зелена, жаба озерна тощо. У лісах водяться вовк, лисиця, куниця лісова, заєць-русак, їжак, вивірка звичайна, кажани, миша лісова; дрізд горлиця звичайна, зозуля, вивільга, зяблик, одуд, гадюка звичайна, жаба трав'яна.
На сільськогосподарських угіддях живуть ховрах крапчастий, ласка; куріпка сіра, перепілка, жайворонок польовий, горобець, ворона сіра; жаба гостроморда; довгоносики, білан капустяний, колорадський жук.
Важливу роль у збереженні біорізноманіття тварин, особливо птахів, відіграють заплави річок. У Ворсклі та інших водоймах водиться понад 30 видів риб, серед яких лящ, плітка, окунь, короп, карась, краснопірка, лин, щука, сом.
На території Зіньківського району є місця поширення рідкісних і цінних тварин. Серед них: ссавці — горностай, борсук, мишівка степова, ареал — північ району (Велика Павлівка, Лютенські Будища); комахи — махаон, ареал — південь району (Опішня), трапляється також жук-олень. Усі п'ять видів занесені до Червоної книги України.

## Історія
Найдавніше відоме поселення на території району було виявлене біля села Глинського. Воно відноситься до неолітичного часу (середина 6 — початок 4 тисячоліття до н. е.). По берегах річки Ворскли, поблизу сіл Глинського, Хижняківки та Яблучного, були знайдені рештки глиняного посуду. На них добре видно сліди пальців давнього майстра, адже посуд з глини робили ще без гончарного круга. На городищі знайшли також срібну римську монету часів імператора Доміціана (1 століття н. е.). У VIII столітті на правому березі Ворскли виникло два поселення роменської культури: неподалік Глинського і біля Опішні. У центрі Опішні розкопано 14 напівземлянок слов'янського поселення.
Край довго залишався безлюдним через постійну загрозу з півдня. Наприкінці XV — всередині XVI століття на тутешні території постійно нападали татари. 1569 року Зіньківщина разом з усім Лівобережжям увійшла до складу Речі Посполитої, а в 1604 році поселення Зіньків одержало статус міста.

Зіньківський повіт на карті 1821 року

У середині XVII століття почав формуватися новий адміністративно-територіальний поділ на полки й сотні. У 1661–1671 роках існував Зіньківський полк. Потім землі перебували в складі Полтавського і Гадяцького полків.
Після ліквідації полкового устрою на Лівобережній Україні 16 вересня 1781 року був створений Зіньківський повіт. Спочатку він перебував у складі Чернігівського, від 1791 року — Київського намісництва. У 1796 році Зіньків віднесено до Малоросійської губернії, а сам повіт розформовано. Знову створений 27 березня 1803 року в складі Полтавської губернії.
На межі 18—19 століть у повіті існував ряд державних і приватних господарств. Переважна більшість була дрібними напівкустарними виробництвами з переробки первинної сировини. Істотного розвитку набуло ремісництво. На початку XIX століття повіт славився своїми ярмарками, які проводились в Опішні (4 рази на рік), Будищах (4 рази), Груні (3 рази), Куземині (3 рази), Ковалівці (3 рази), Бірках (2 рази).
З 1900 року в повіті значно посилився революційний рух. У грудні 1905 року відбулися мітинги і в Зінькові. Про ці події писала тогочасна газета «Полтавщина», а також В. Г. Короленко у відомій статті «Сорочинська трагедія».
Більшовиків у повіті в 1917 році були одиниці. Лише під зиму 1918 року солдати з фронту принесли більшовицькі ідеї.
12 січня 1918 року повіт захопили російські радянські війська під командуванням Антонова-Овсієнко.
У листопаді 1919 року повіт захопили денікінці. Вони розігнали волосний революційний комітет, спалили його документи. Повстанці ж перехопили великий радянський транспорт із хлібом, який рухався із Зінькова до Полтави, і роздали збіжжя селянам. Того ж дня вони звільнили 400 насильно мобілізованих до Червоної армії юнаків, яких під охороною червоноармійців та міліції гнали до Полтави.
Зіньківський повіт на рубежі 1910-х-1920-х років був охоплений повстанською боротьбою. Тут діяло близько 40 селянських загонів. Найчисельніший загін очолював Леонтій Христовий. Представники різних верств населення — заможні селяни, бідняки, колишні офіцери — вступали до загонів.
Від 1921 року масштаби повстанської боротьби почали скорочуватися. Так, здалися загони під командуванням отаманів Галая, Мандика і Кундія. Навесні 1922 року було розбито загін Христового. Найдовше повстанські загони діяли у Більській, Опішнянській і Ковалівській волостях.
Із остаточним утвердженням радянської влади було впроваджено новий адміністративно-територіальний поділ: у березні 1923 року із 4 волостей (Зіньківської, Тарасівської, Великопавлівської і Лютенсько-Будищанської) був утворений Зіньківський район.
Станом на 1930 рік площа становила 1215 км², налічувалось 316 населених пунктів, 64 школи (8400 учнів), 2 лікарні на 49 ліжко-місць, 105 колгоспів. З лютого 1932 року входив до складу Харківської області. З вересня 1937 року увійшов до складу Полтавської області.

Розпорядження Зіньківському РВК про вжиття заходів у зв'язку з голодом. 17 квітня 1932 рік

У 1932—1933 роках на Зіньківщині лютував голодомор. Лише офіційно встановлених померлих було понад 4200 осіб. У кожному селі і хуторі були жертви. Наприклад, у Морозах померло 20 осіб, а сусідній хутір Мала Човнова взагалі перестав існувати.
Чорною хмарою пройшли сталінські репресії 1930-х років. За фіктивними звинуваченнями було арештовано повний склад (10 осіб) Зіньківського аматорського гуртка бандуристів, відомості про їхню подальшу долю зникли.

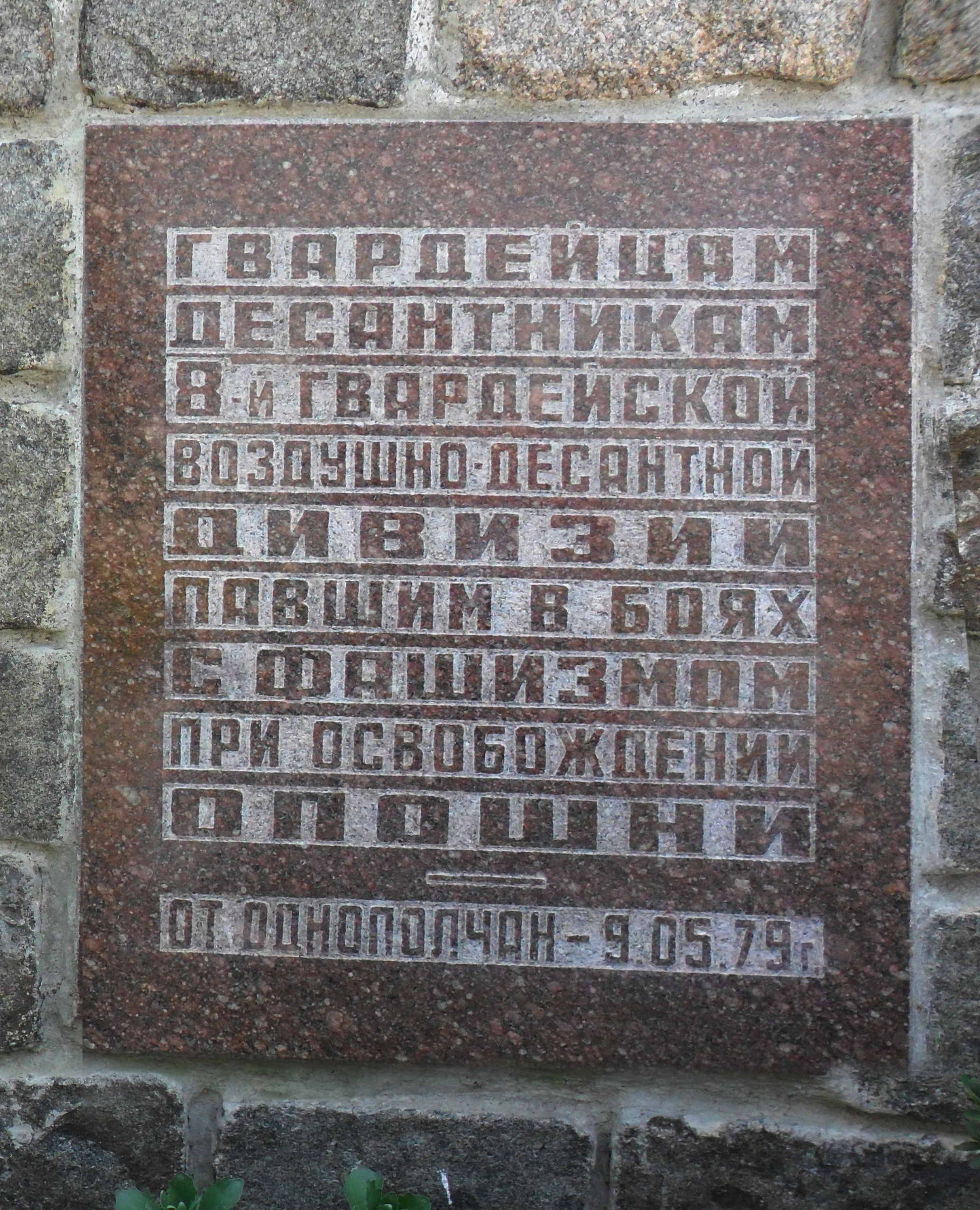
Пам'ятна дошка десантникам 8-ї гвардійської повітряно-десантної дивізії, що полягли в боях з фашизмом при звільненні Опішні

Протягом 6—9 жовтня 1941 року район окупували німецькі війська. 7 жовтня того ж року приміщення середньої школи в Опішні було перетворено на тюрму з камерами смертників у підвалі. Окупанти знищили 8252 житлових будинки, виробничих та культурно-побутових приміщень, вивезли 12530 голів великої рогатої худоби, 21 тисячу свиней. На каторжні роботи до Німеччини було вивезено 5487 осіб. В умовах німецької окупації деякі промислові підприємства району продовжували працювати, а також створювалися або відновлювалися художні майстерні, зокрема, гончарна артіль.
Наприкінці серпня 1943 року на Зіньківщіні тривали важкі бої. Червона армія оволоділа Зіньковом 25 серпня 1943 року, але через кілька днів місто знову перейшло до рук Вермахту. Остаточно районний центр було зайнято 6 вересня 1943 року Під час жорстких боїв за місто загинуло 1175 радянських воїнів..
Упродовж 6—21 вересня 1943 року частини 93-ї, 80-ї та 136-ї стрілецьких дивізій 52-ї армії оволоділи райцентром. За час війни завдано збитків на 1 млрд. 300 млн карбованців. На фронтах Німецько-радянської війни, у партизанських загонах і підпіллі загинуло понад 11 тисяч жителів району. З перших днів звільнення в районі розпочалася післявоєнна відбудова народного господарства. На межі 1950—1960-х років керівництво району звертає особливу увагу на розвиток сільського господарства.
У 1962 році об'єднали Зіньківський і Опішнянський райони. До 50-річчя радянської влади у Власівці спорудили міжколгоспний будинок відпочинку на 320 місць. У 1970 році Власівський санаторій «Сосновий бір» прийняв перших відвідувачів. У цьому ж році почалася газифікація.
1986 року за ініціативою О. М. Пошивайла був утворений Опішнянський музей гончарства. У 1989 році його реорганізували в Опішнянський музей-заповідник українського гончарства. Пізніше тут створили інститут керамології.
Багато юнаків — уродженців Зіньківщини, воювали у складі «обмеженого контингенту» в Афганістані. Не повернулися з афганської війни опішнянин Губарь Олександр та Канівець Іван із Заїченець. На їхню честь були названі вулиці в селах, встановлені меморіальні дошки.
У вересні 1990 року була створена районна організація Української селянської спілки. А на початку 1991 року з'являються перші фермерські господарства.
24 серпня 1991 року Україна стала незалежною державою, а 1 грудня цього ж року був проведений загальноукраїнський референдум. Позитивну відповідь на запитання про існування Української держави дали 96,54 % зіньківців. У 1991 році край відвідав Дмитро Нитченко, автор книги «Від Зінькова до Мельборну». У вересні 1999 року в Зінькові побували представники ООН, які виступили з програмою підтримки жінок-фермерів в Україні. З 1999 року в Опішні відбувається симпозіум гончарства.
У ході європейської революції 2014 року наприкінці лютого були демонтовані пам'ятники Леніну в Зінькові (демонтовано 24 лютого), Опішні (повалено 24 лютого) та Тарасівці (пошкоджено 26 лютого 2014 року)..

## Адміністративний поділ

Зіньківська райдержадміністрація

Адміністративно район складається з однієї міської, однієї селищної і 22-ох сільських рад. У районі одне місто — Зіньків, одне смт. — Опішня та 113 сіл.
Зіньків — місто районного значення. Розташоване на річці Ташань, за 80 км від обласного центра міста Полтави (автошлях Н12 та Т 1706) i за 33 км від залізничної станції Гадяч. Уперше згадано в 1604 році як фортецю. У 1662—1671 роках — центр Зіньківського полку. З 1781 року Зіньків стає повітовим містом Чернігівського намісництва. У 1923—1930 та з 1932 року Зіньків — районний центр. Станом на 2012 рік у місті мешкало 10 009 осіб
Опішня — селище міського типу, головний осередок сучасного українського гончарства. Розташоване на пагорбах понад річкою Ворсклою, за 45 км від обласного центра міста Полтави (автошлях Н12) i за 47 км від залізничної станції Полтава-Київська. Містечко засноване всередині XVII сторіччя. З 1648 року Опішня — сотенне містечко Опішняської сотні. З 1802 року у складі Опішнянської волості належала до Зінківського повіту Полтавської губернії. У березні 1923 року з Опішнянської та Більської волостей Зіньківського повіту був створений Опішнянський район, який проіснував до 1962 року. Станом на 2012 рік тут проживало 5 498 осіб.
Найбільші села — Велика Павлівка, Лютенські Будища, Тарасівка, Бірки, Дейкалівка, Попівка, Батьки, Шилівка, Власівка.

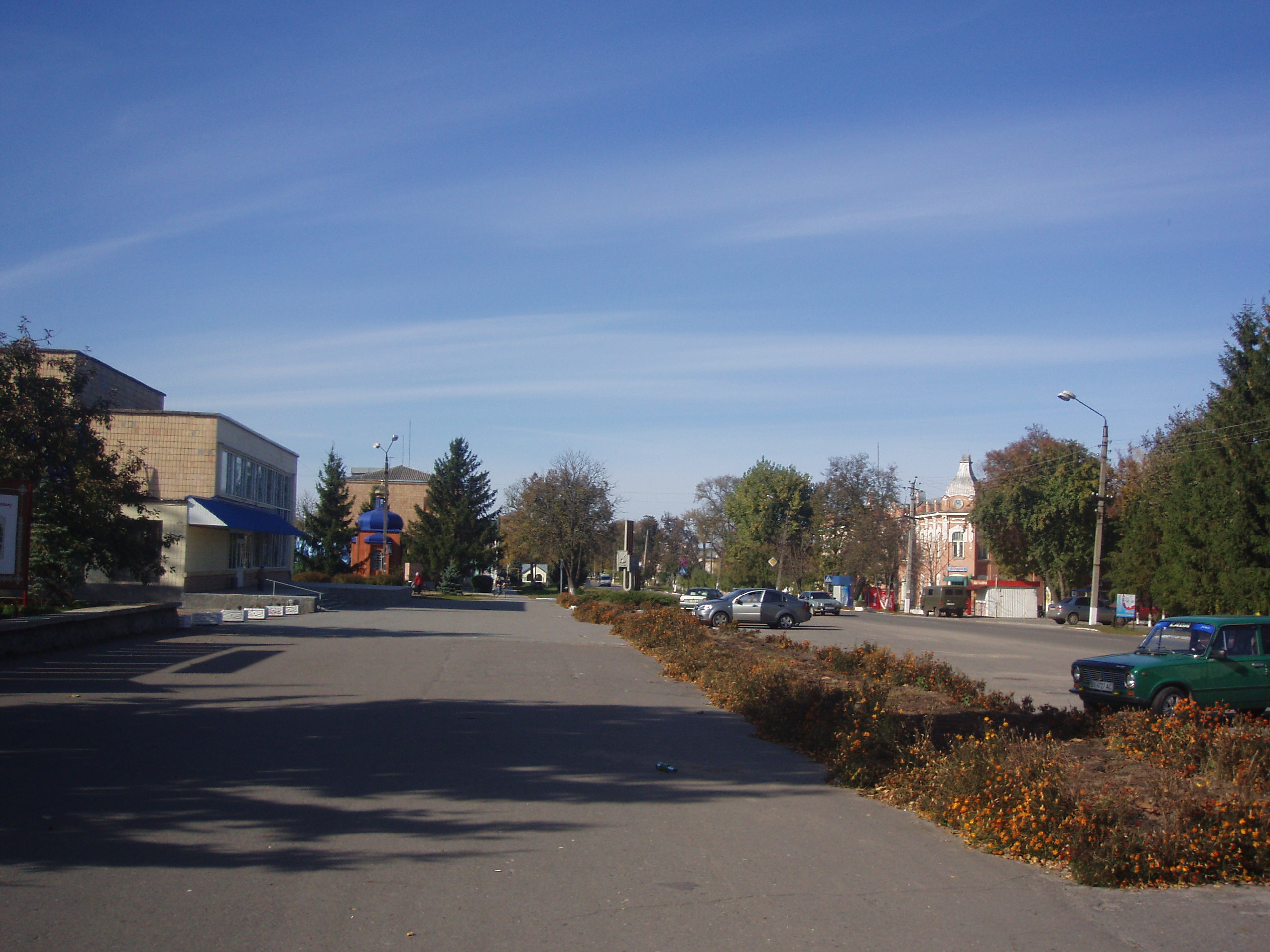
Зіньків
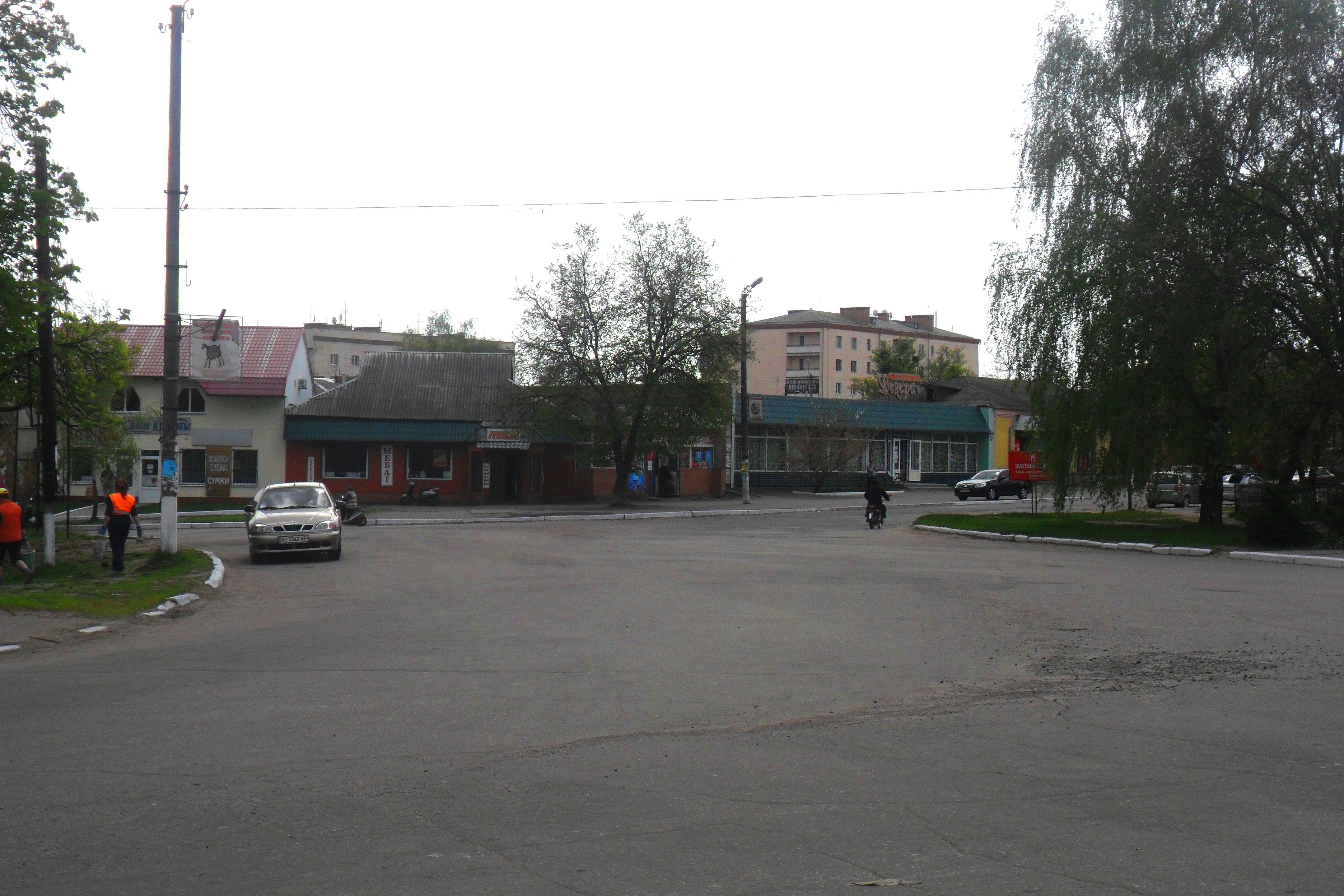
Опішня
Шилівка
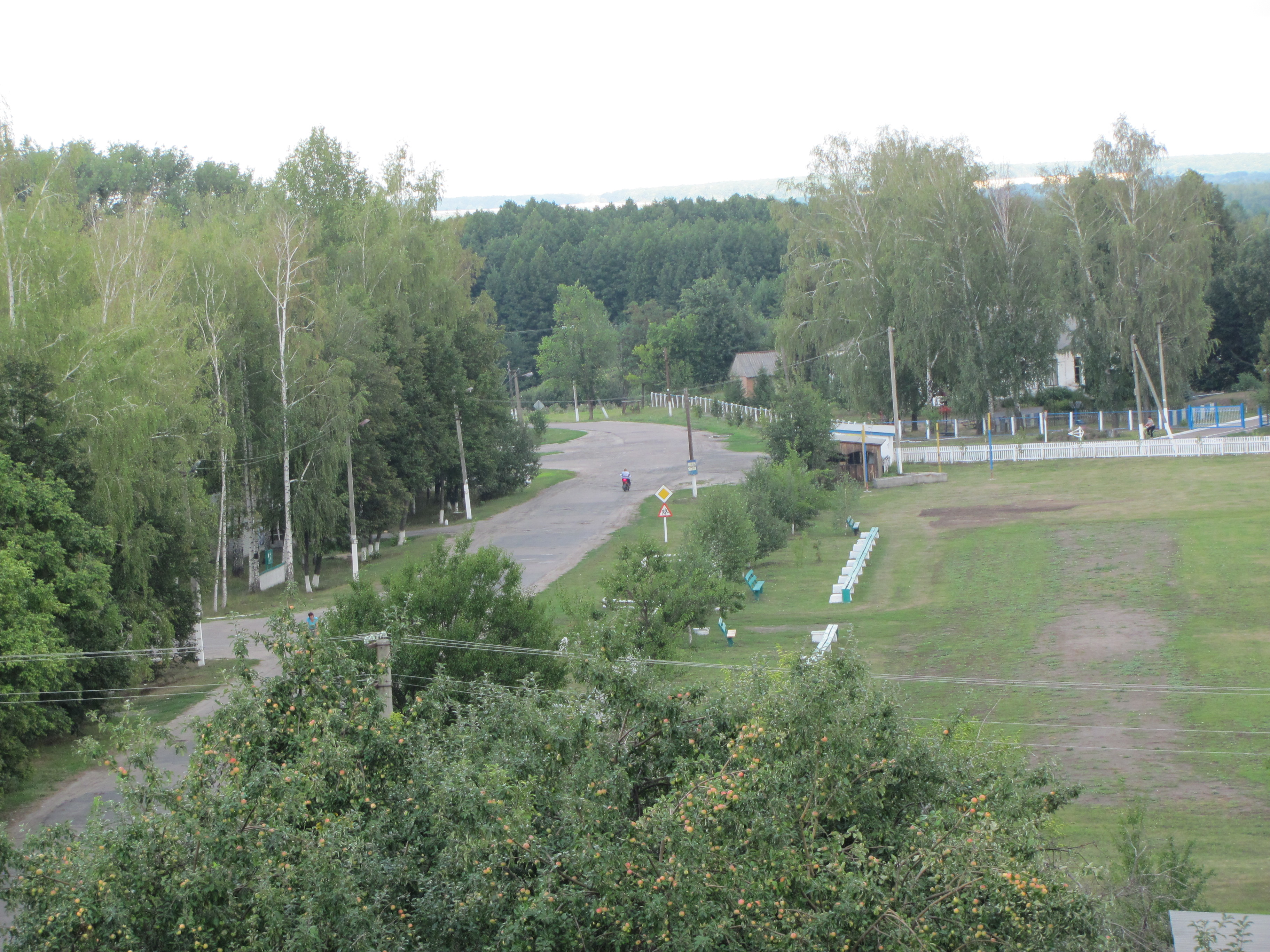
Дейкалівка

## Населення

### Демографія
1990 року мешкало 46,8 тис. осіб.
Розподіл населення за віком та статтю (2001):
| Стать | Всього | До 15 років | 15-24 | 25-44 | 45-64 | 65-85 | Понад 85 |
| --- | ------ | ----------- | ----- | ----- | ----- | ----- | -------- |
| Чоловіки | 18 973 | 3577        | 2183  | 5717  | 4662  | 2718  | 116      |
| Жінки | 23 219 | 3347        | 2264  | 5642  | 5707  | 5540  | 719      |
| \| Статево-вікова піраміда \| Статево-вікова піраміда \| Статево-вікова піраміда \| \| ----------------------- \| ----------------------- \| ----------------------- \| \| Чоловіки \| Вік \| Жінки \| \| 116 \| 85 + \| 719 \| \| 200 \| 80-84 \| 802 \| \| 579 \| 75-79 \| 1516 \| \| 983 \| 70-74 \| 1835 \| \| 956 \| 65-69 \| 1387 \| \| 1558 \| 60-64 \| 2178 \| \| 753 \| 55-59 \| 1022 \| \| 1110 \| 50-54 \| 1287 \| \| 1241 \| 45-49 \| 1220 \| \| 1568 \| 40-44 \| 1473 \| \| 1589 \| 35-39 \| 1508 \| \| 1349 \| 30-34 \| 1361 \| \| 1211 \| 25-29 \| 1300 \| \| 1003 \| 20-24 \| 1041 \| \| 1180 \| 15-20 \| 1223 \| \| 1528 \| 10-14 \| 1493 \| \| 1194 \| 5-9 \| 1021 \| \| 855 \| 0-4 \| 833 \| |        |             |       |       |       |       |          |
| Статево-вікова піраміда |        |             |       |       |       |       |          |
| Чоловіки | Вік    | Жінки       |       |       |       |       |          |
| 116 | 85 +   | 719         |       |       |       |       |          |
| 200 | 80-84  | 802         |       |       |       |       |          |
| 579 | 75-79  | 1516        |       |       |       |       |          |
| 983 | 70-74  | 1835        |       |       |       |       |          |
| 956 | 65-69  | 1387        |       |       |       |       |          |
| 1558 | 60-64  | 2178        |       |       |       |       |          |
| 753 | 55-59  | 1022        |       |       |       |       |          |
| 1110 | 50-54  | 1287        |       |       |       |       |          |
| 1241 | 45-49  | 1220        |       |       |       |       |          |
| 1568 | 40-44  | 1473        |       |       |       |       |          |
| 1589 | 35-39  | 1508        |       |       |       |       |          |
| 1349 | 30-34  | 1361        |       |       |       |       |          |
| 1211 | 25-29  | 1300        |       |       |       |       |          |
| 1003 | 20-24  | 1041        |       |       |       |       |          |
| 1180 | 15-20  | 1223        |       |       |       |       |          |
| 1528 | 10-14  | 1493        |       |       |       |       |          |
| 1194 | 5-9    | 1021        |       |       |       |       |          |
| 855 | 0-4    | 833         |       |       |       |       |          |

Національний склад населення за даними перепису 2001 року:
| Національність | Кількість осіб | Відсоток |
| -------------- | -------------- | -------- |
| українці       | 40753          | 96,58 %  |
| росіяни        | 949            | 2,25 %   |
| турки          | 128            | 0,30 %   |
| молдовани      | 109            | 0,26 %   |
| білоруси       | 81             | 0,19 %   |
| інші           | 176            | 0,42 %   |

Мовний склад населення за даними перепису 2001 року:
| Мова       | Кількість осіб | Відсоток |
| ---------- | -------------- | -------- |
| українська | 40919          | 96,97 %  |
| російська  | 962            | 2,28 %   |
| турецька   | 127            | 0,30 %   |
| молдовська | 76             | 0,18 %   |
| білоруська | 33             | 0,08 %   |
| інші       | 79             | 0,19 %   |

Станом на 1 липня 2013 року в районі мешкало 35 712 осіб. Щільність населення  — 25,86 осіб на км². Найчисельніша національність — українська. Друга за чисельністю — російська. У селі Глинському до половини населення становлять турки-месхетинці, які є третьою за чисельністю національністю в районі.
Динаміка змін чисельності населення Зіньківського району (2001—2012 роки).
Демографічна ситуація в районі (станом на січень-листопад 2008 року).
| Народилося дітей | Померло мешканців | Укладено шлюбів | Відбулося розлучень |
| ---------------- | ----------------- | --------------- | ------------------- |
| 339              | 782               | 209             | 121                 |

### Лемки Зіньківщини
Очільник Полтавського обласного осередку Всеукраїнського товариства «Лемківщина» Микола Ткачик зазначає, що найбільше лемків, переселених під час операції «Вісла» в 1947 році з Польщі в Українську Радянську Соціалістичну Республіку, мешкає на Зіньківщині.
Усі лемки, які 1945 року були переселені до Зіньківського району, раніше проживали в мальовничому селі Кам'яна Новосанчівського повіту Краковського воєводства, неподалік від відомого курортного містечка Криниця.
Разом до Зіньківського району було привезено понад 50 сімей. Та не минуло й року, як залишилося менше половини. Почали втікати на захід, мали надію повернутися до рідних домівок. Однак це вже було неможливо.
На новому місці переселенцям довелося зіткнутися з новими природними умовами, колгоспними реаліями та, подекуди, неоднозначним відношенням місцевого населення (лемків найчастіше називали «поляками»). Проте невдовзі працелюбність і традиційна ментальність зробили свою справу — жителі зіньківських сіл перейнялись симпатією до новоприбулих.
Невід'ємною рисою лемківської етнокультури є традиційна релігійність. На свята й у неділю всі сходилися помолитися. У 1950-х роках у Зіньківському районі майже не залишилось культових споруд. Лемки почати відвідувати гадяцький храм, де священиком був лемко. У цій церкві хрестили всіх, хто народився в Зінькові. В родині Олешневичів зберігали дзвін, привезений із Кам'яної, і громада вирішила віддати його в один із храмів Полтави.
На думку Лариси Шаповал, нове етнічне середовище негативно вплинуло на розвиток етнокультури: спричинило часткову, а з часом повну втрату звичаїв, традицій, одягу, ремесел: обробки дерева, каменю, будівництво хиж з мальованими вінцями, лемківської говірки, крім релігійності та світогляду. Останні носії лемківської спільноти на Зіньківщині (Полтавщина) нині знаходяться під загрозою зникнення, ідентифікують себе в загальноукраїнському контексті. Слід зазначити, що лемки наразі активно асимілюються місцевим населенням і не сформували окремої етнорегіональної спільноти.

## Транспорт та зв'язок
Основним видом транспорту є автомобільний. Залізничне сполучення в районі відсутнє. Найближча від районного центу залізнична станція Гадяч розташована за 33 км. Станом на 1992 рік у районі 415 км автомобільних шляхів, з них з твердим покриттям — 383 км.
Територією району проходять автошляхи:
- Р42 Лубни—Ромодан—Миргород—Опішня
- Н12 Суми—Тростянець—Охтирка—Опішня—Полтава
- Т 1706 Опішня—Зіньків—Гадяч
- Т 1710 Миргород—Великі Сорочинці—Опішня

Пасажироперевезення забезпечують «Автостанція „Опішня“» та «Автостанція „Зіньків“», що є складовими ВАТ «Полтаваавтотранс». Регулярне автобусне сполучення з обласним центром мають також Глинське, Малі Будища, Ставкове, Покровське. Із Зінькова курсують приміські рейси для сполучення з селами району.
Відділення ДП поштового зв'язку «Укрпошта» представлені районним у Зінькові, селищним у Опішні та 29 відділеннями у селах. У Зінькові функціонує цех телекомунікаційних послуг № 6 Полтавської філії ПАТ «Укртелеком». У районі налічується 8077 абонентів телефонної мережі, 33 АТС, 8 радіовузлів.
Послуги по доставці багажу і кореспонденції надають також приватні організації. У Зінькові та Опішні відкриті представництва ТОВ «Нова Пошта» та «Ін-Тайм».

## Економіка
Район відноситься до аграрного типу, оскільки основною галуззю є сільськогосподарське виробництво. На Зіньківщині нараховується 33 селянсько-фермерських господарств та 28 сільгосппідприємств.
Валовий збір зернових у 2011 році становив 171,4 тис. тонн; цукрових буряків — 64,9 тис. тонн, соняшника — 27,9 тис. тонн. У цілому ці показники вищі від показників 2010 року на 17—20 відсотків. У районі сформовано регіональні ресурси продовольчого зерна, щорічно заготовляться тисяча тонн, що дозволяє забезпечити потреби населення у хлібі та хлібобулочних виробах. У галузі тваринництва у 2011 році за оцінками було вироблено: м'яса — 1,3 тис. тонн, молока — 39,0 тис. тонн, яєць — 2,1 млн штук.
Найбільші промислові підприємства району:
- Публічне акціонерне товариство «Зіньківський молочний завод» — (м. Зіньків, вул. Першотравнева, 23). Директор — Аксюк Олеся Василівна. Виробляє молочну продукцію[48]
- Публічне акціонерне товариство  «Опішнянський сир» товариства з обмеженою відповідальністю «Гадячсир» (смт. Опішня, вул. Жовтнева, 29). Вид діяльності: маслоробна, сироробна і молочна промисловість, окрім виробництва молочних консервів.[49]
- Споживча спілка «Зіньківський консервний завод» — (м. Зіньків, вул. Воздвиженська, 1). Директор — Сластьон Володимир Олександрович. Кількість працівників — 14. Займається переробленням та консервуванням овочів та фруктів.[50]
- Приватне підприємство Завод «Художній керамік» — (смт. Опішня, вул. Партизанська, 152). Директор — Задорожний Михайло Васильович. Виробляє керамічні вироби, сувеніри.[51]
- Товариство з додатковою відповідальністю Зіньківський комбікормовий завод — (м. Зіньків, Паркова вул., 146). Директор — Козленко Станіслав Олексійович. Кількість працівників — 150. Підприємство спеціалізується на виробництві готових кормів для тварин.[52]
- Опішнянська нафтогазорозвідувальна експедиція глибокого буріння дочірнього підприємства НАК «Надра України» «Полтаванафтогазгеологія» (смт. Опішня, вул. Жовтнева, 68). Директор — Сергійчук Микола Іванович. Підприємство проводить пошук і розвідку родовищ нафти і газу бурінням свердловин.[53]
- Солохівський промисел газопромислового управління «Полтавагазвидобування» — видобуток нафти, газу і газового конденсату.[54]
- Зіньківський цегельний завод — (м. Зіньків, вул. Гоголя, 125). Підприємство виготовляє рядову будівельну цеглу М-100, яка використовується для внутрішніх рядів кладки або зовнішніх, якщо не потрібна декоративна поверхня.[55]

## Політика
| Парламентські вибори 2012, результати голосування | Парламентські вибори 2012, результати голосування | Парламентські вибори 2012, результати голосування | Парламентські вибори 2012, результати голосування | Парламентські вибори 2012, результати голосування |
| ------------------------------------------------- | ------------------------------------------------- | ------------------------------------------------- | ------------------------------------------------- | ------------------------------------------------- |
| Політичні сили                                    |                                                   |                                                   |                                                   | %                                                 |
| Всеукраїнське об'єднання «Батьківщина»            | Всеукраїнське об'єднання «Батьківщина»            |                                                   | 33.6                                              | 33.6                                              |
| Партія УДАР                                       | Партія УДАР                                       |                                                   | 17.9                                              | 17.9                                              |
| Партія регіонів                                   | Партія регіонів                                   |                                                   | 17.1                                              | 17.1                                              |
| Комуністична партія України                       | Комуністична партія України                       |                                                   | 15.4                                              | 15.4                                              |
| Всеукраїнське об'єднання «Свобода»                | Всеукраїнське об'єднання «Свобода»                |                                                   | 6.0                                               | 6.0                                               |
| Партія «Наша Україна»                             | Партія «Наша Україна»                             |                                                   | 2.5                                               | 2.5                                               |
| Радикальна партія Олега Ляшка                     | Радикальна партія Олега Ляшка                     |                                                   | 1.9                                               | 1.9                                               |

25 травня 2014 року відбулися Президентські вибори України. У межах Зіньківського району було створено 45 виборчих дільниць. Явка на виборах складала — 66,90 % (проголосували 19 341 із 28 911 виборців). Найбільшу кількість голосів отримав Петро Порошенко — 46,58 % (9 010 виборців); Юлія Тимошенко — 17,23 % (3 332 виборців), Олег Ляшко — 15,37 % (2 973 виборців), Анатолій Гриценко — 7,99 % (1 545 виборців), Сергій Тігіпко — 2,83 % (547 виборців). Решта кандидатів набрали меншу кількість голосів. Кількість недійсних або зіпсованих бюлетенів — 1,07 %.

## ЗМІ
У Зінькові працює редакція районного радіомовлення «Голос Зіньківщини». Мовлення розповсюджується на території району. Для позивних використовується фрагмент пісні Г. Ільїна та Т. Лиманського «Зіньків, моє кохане місто». Програма виходить 3 години 15 хвилин на тиждень на Першому каналі Українського радіо: щопонеділка, щосереди та щоп'ятниці з 06:30 до 06:45 та щочетверга й щоп'ятниці з 14:00 до 15:00.
В Опішні діє редакція селищного радіомовлення «Голос Опішні». Окрім Опішні мовлення розповсюджується на такі села: Міські Млини, Малі Будища, Попівка, Васьки, Вільхове, Карабазівка, Заїченці, Ставкове, Батьки, Яблучне, Човно-Федорівка, Волошкове. Диктор — Зубань Вікторія Григорівна. Для позивних використовується фрагмент пісні Тимофія Середи «Опішнянський вальс». Програма виходить 1 годину 2 хвилини на тиждень на Першому каналі Українського радіо: щовівторка та щочетверга з 06:30 до 06:44 та щопонеділка й щоп'ятниці з 11:40 до 11:57 (не використовуються під час трансляції сесії ВРУ).
Друковані ЗМІ представлені газетою Зіньківської районної ради та районної державної адміністрації «Голос Зіньківщини», що видається з 29 серпня 1991 року. Газета виходить двічі на тиждень тиражем у понад 3000 примірників. Інформаційно-рекламний тижневик "Зіньківщина по-іншому" видається з 27 липня 2014 року. Виходить один раз на тиждень, щочетверга.

## Освіта та культура
Станом на 2011 рік районі функціонувало 22 дошкільні навчальні заклади, які відвідувало 860 вихованців. Середню освіту здобувають у 15 загальноосвітніх школах І-ІІІ ступенів, 13 — І-ІІ ступенів та 2 — І ступеня, школі-інтернаті для дітей-сиріт, які залишилися без піклування батьків. В Опішні у 1997 році створено унікальний заклад Державну спеціалізовану художню школу-інтернат І-ІІІ ступенів «Колегіум мистецтв у Опішні», де учні поглиблено вивчають гончарство, скульптуру, технологію, рисунок, живопис, композицію, кольорознавство, основи керамології тощо.
Функціонує дитячо-юнацька школа олімпійського резерву, 2 будинки дитячої і юнацької творчості, 2 музичних школи та станція юних техніків, якими охоплено 1282 учні, що становить 43 % дітей шкільного віку.
До системи професійної технічної освіти входять два заклади: Зіньківський професійний аграрний ліцей та Державне професійно-технічне училище № 25.
Станом на 2011 рік у районі працювали 17 сільських Будинків культури, 23 клуби, районний Будинок культури. Працюють класи бандури у Бірках, духових інструментів у селі Велика Павлівка.
Бібліотечна система представлена Зіньківською ЦБС ім. В. Г. Короленка, районною бібліотекою для дітей та 38 бібліотеками-філіалами. Книжковий фонд Зіньківської централізованої бібліотечної системи на жовтень 2011 становив 339 186 примірників, усього обслуговувалось 24644 жителі.

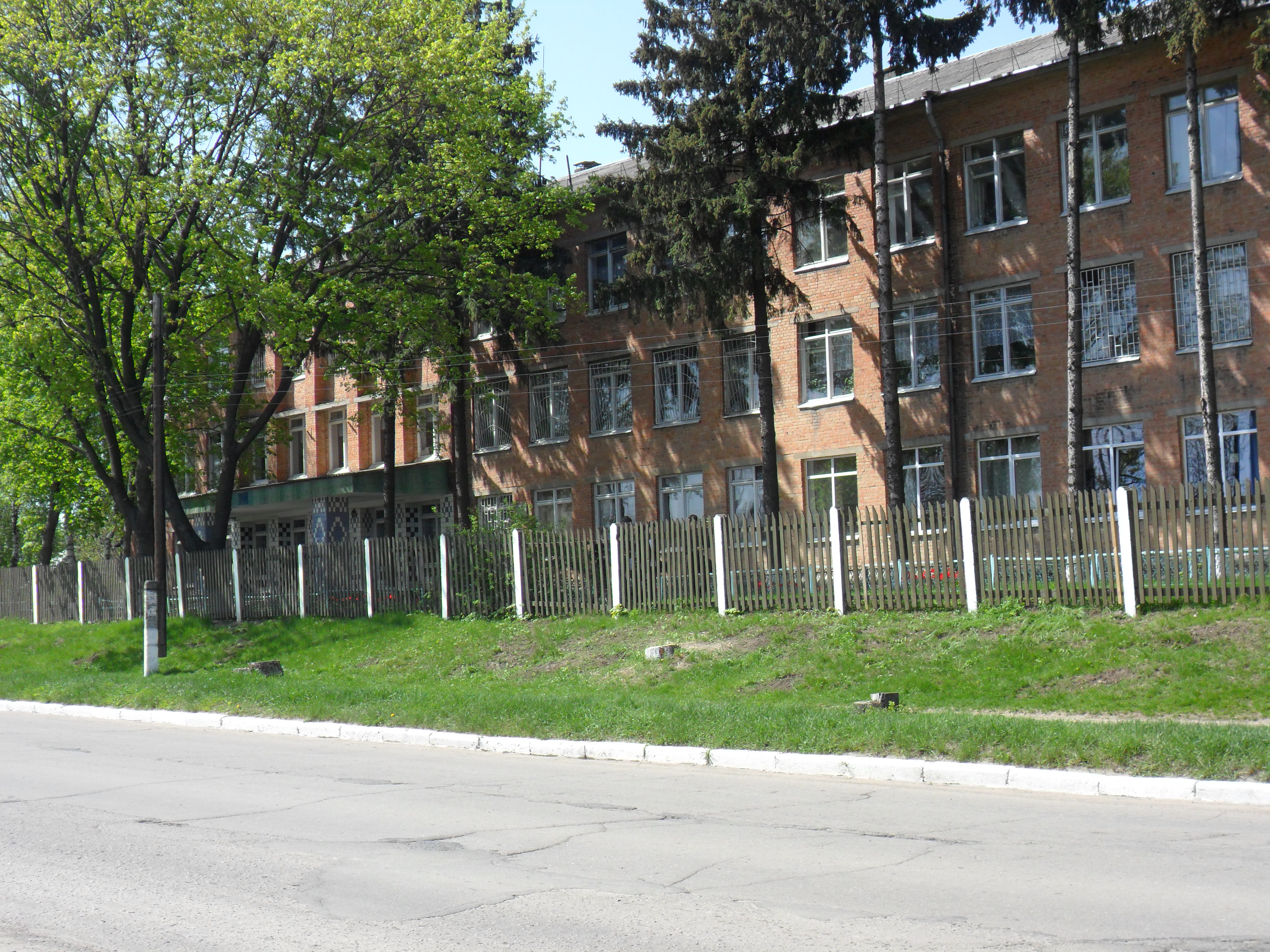
Опішнянська спеціалізована школа І-ІІІ ступенів
Зіньківська музична школа
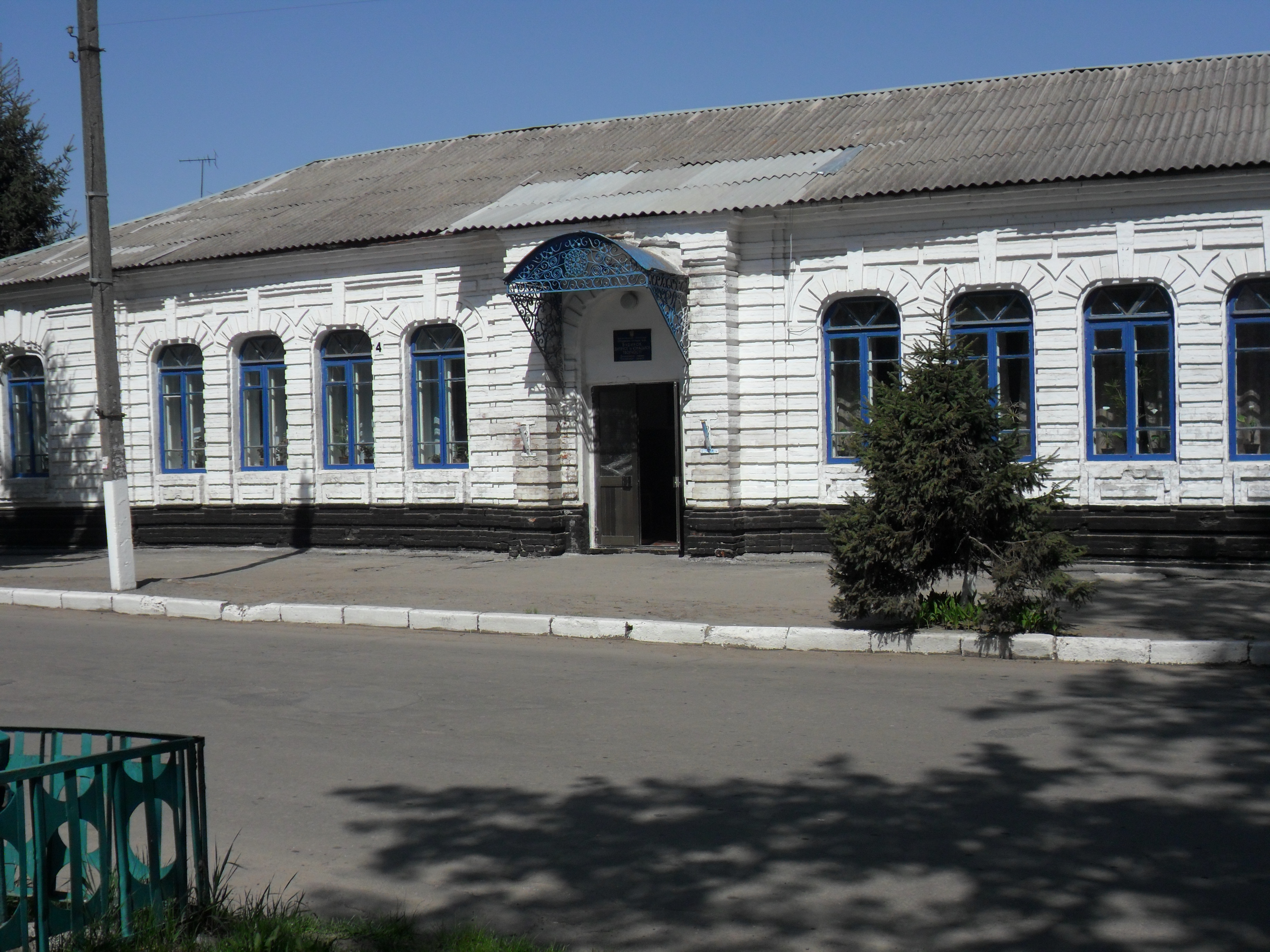
Опішнянський Будинок дитячої та юнацької творчості

### Літературно-мистецьке життя
У 2004 році Зіньківська міська рада спільно з Зіньківською музичною школою заснували щорічну районну мистецьку премію імені Порфирія Батюка «Юний віртуоз». Нею нагороджують вихованців музичної школи, які досягли вагомих успіхів у виконавській майстерності та музичній творчості. На здобуття премії висувають музикантів-виконавців, які здобули призові місця на обласних музичних конкурсах серед учнів початкових мистецьких навчальних закладів. Вручають диплом і грошову допомогу.
В 2008 році Зіньківською районною радою було засновано районну премію імені братів Зерових. Вручають її на щорічному районному святі «Юні обдарування Зіньківщини», що відбувається в травні, учням загальноосвітніх шкіл району за особливі досягнення на всеукраїнських предметних олімпіадах та конкурсі-захисті робіт у Малій академії наук.
Зіньківська районна рада в 2008 році заснувала Зіньківську районну премію для працівників культури. Присуджують її працівникам культури Зіньківського району, які мають стаж роботи у галузі культури не менше 10 років і внесли вагомий внесок у розвиток самодіяльного мистецтва, культурного обслуговування, музейної, бібліотечної справи і т.п. Вручають щорічно у Всеукраїнський день працівників культури та майстрів народного мистецтва.
Літературно-мистецька премія імені братів Тютюнників була заснована Зіньківською районною радою в 2009 році. Премія покликана заохочувати мешканців району в написанні поетичних та прозових творів, здійсненні краєзнавчих пошуків та ін.
В 2010 році з ініціативи місцевого підприємця В. Понежі було створено літературно-мистецьке об’єднання Зіньківщини “Свічадо”. Мета організації – підтримка і згуртування творчих людей рідного краю. Голова об’єднання – Ганна Литовець-Гайдаш. 
За короткий час існування літературно-мистецького об’єднання Зіньківщини “Свічадо” випущено газети “Весна на поетичних крилах” (2011) та “Спасибі вам, війни солдати!” (2011); до 20-ї річниці незалежності України спільно з райдержадміністрацією проведено конкурс серед місцевих поетів із подальшим упорядкуванням та випуском збірки “Гімн любові тобі, Зіньківщино!” (2011), аудіокнигу «Поетичний дивосвіт Зіньківщини» (2012), видано колективну збірку «Вогонь сердець» (2012).

## Спорт
Спортивним вихованням молоді району займається Зіньківська районна спортивна дитячо-юнацька школа олімпійського резерву з гандболу, в якій навчається близько 250 дітей різних вікових груп та працює 7 тренерів.
У Зіньківському районі станом на 1 жовтня 2011 року нараховувалось 57 спортивних майданчиків, 19 футбольних полів, 23 спортивних зали, 1 міський стадіон. Цього ж року пройшли змагання з міні-футболу серед дорослих, волейболу, шахів. Щорічно проводяться чемпіонати району з футболу, в яких 2013 року брало участь 9 команд:
1. «Ворскла-Газовик» (Опішня)
2. «Рубін» (Шилівка)
3. «Зоря» (Пишненки)
4. «Зіньків» (Зіньків)
5. «Пролісок» (Бірки)
6. «Краяни» (Лютенські Будища)
7. «Старт» (Ставкове)
8. «Чайка» (Дейкалівка)
9. «Ніка» (Велика Павлівка)

У Опішні спортивно-масовою роботою займається центр фізичного розвитку населення «Спорт для всіх» ім. О. Губаря, який працює з дітьми та молоддю селища. На базі центру діють секції та гуртки з футболу, настільного тенісу, волейболу, проводяться чемпіонати.

## Медицина

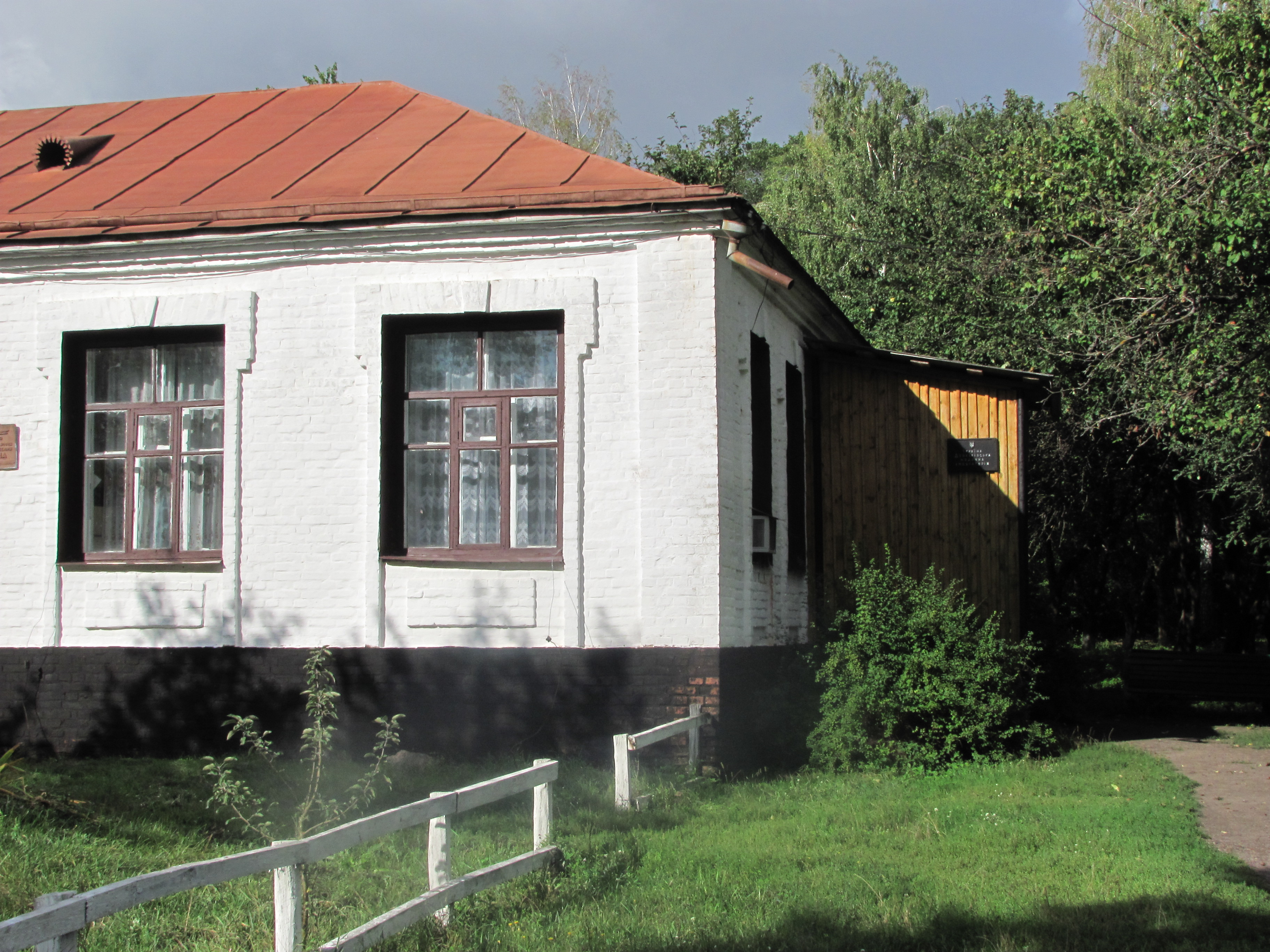
Дейкалівська АЗПСМ

Станом на 2011 рік медичне обслуговування населення здійснюють 45 закладів: Зіньківська центральна районна лікарня на 150 ліжок, Опішнянська районна лікарня на 35 ліжок, 10 лікарських амбулаторій загальної практики сімейної медицини та 33 ФАПи.
Порівняльний аналіз свідчить про скорочення загальної чисельності медичних закладів району. Для порівняння: у 2009 році в Зіньківському районі діяли 51 установа. За 2009—2011 рік кількість ліжко-місць у Зіньківській ЦРЛ скоротилася на 20, а в Опішнянській РЛ на 10, закрилася Ставківська дільнича лікарня, із 38 ФАПів продовжило працювати 33. Великим резонансом також стала реорганізація Опішнянської районної лікарні в амбулаторію загальної практики сімейної медицини.

## Визначні місця

### Архітектура
Найбільша кількість архітектурних пам'яток зосереджена на Воздвиженській вулиці, головній вулиці райцентру. Тут збереглися: Будинок дворянства (1912 рік), чоловічої гімназії (1912 рік), будинок купця Воздвиженського в стилі раннього романтичного модерну з елементами готики (1897 рік). А також приміщення кінотеатру «Ілюзіон», Народний будинок (тепер спортивна школа). В Опішні по вулиці Партизанській зберігся будинок гончарного навчально-показового пункту у стилі українського модерну, зведений в 1916 році.
Найстарішою культовою спорудою в районі вважається Різдвяно-Богородицька церква у селі Малі Будища. Цей дерев'яний на мурованому цоколі храм споруджувався протягом 1887—1892 років. Загалом більшовицька політика нещадно ставилася до культових споруд району. Так, в Опішні за роки радянської влади поступово було закрито і розібрано п'ять із п'яти храмів, вщент зруйновано Преображенську церкву у Глинському та інші церкви району. У новітній час церковне життя почало відроджуватись, а разом з тим почали будуватись нові храми.

Будинок дворянства, Зіньків
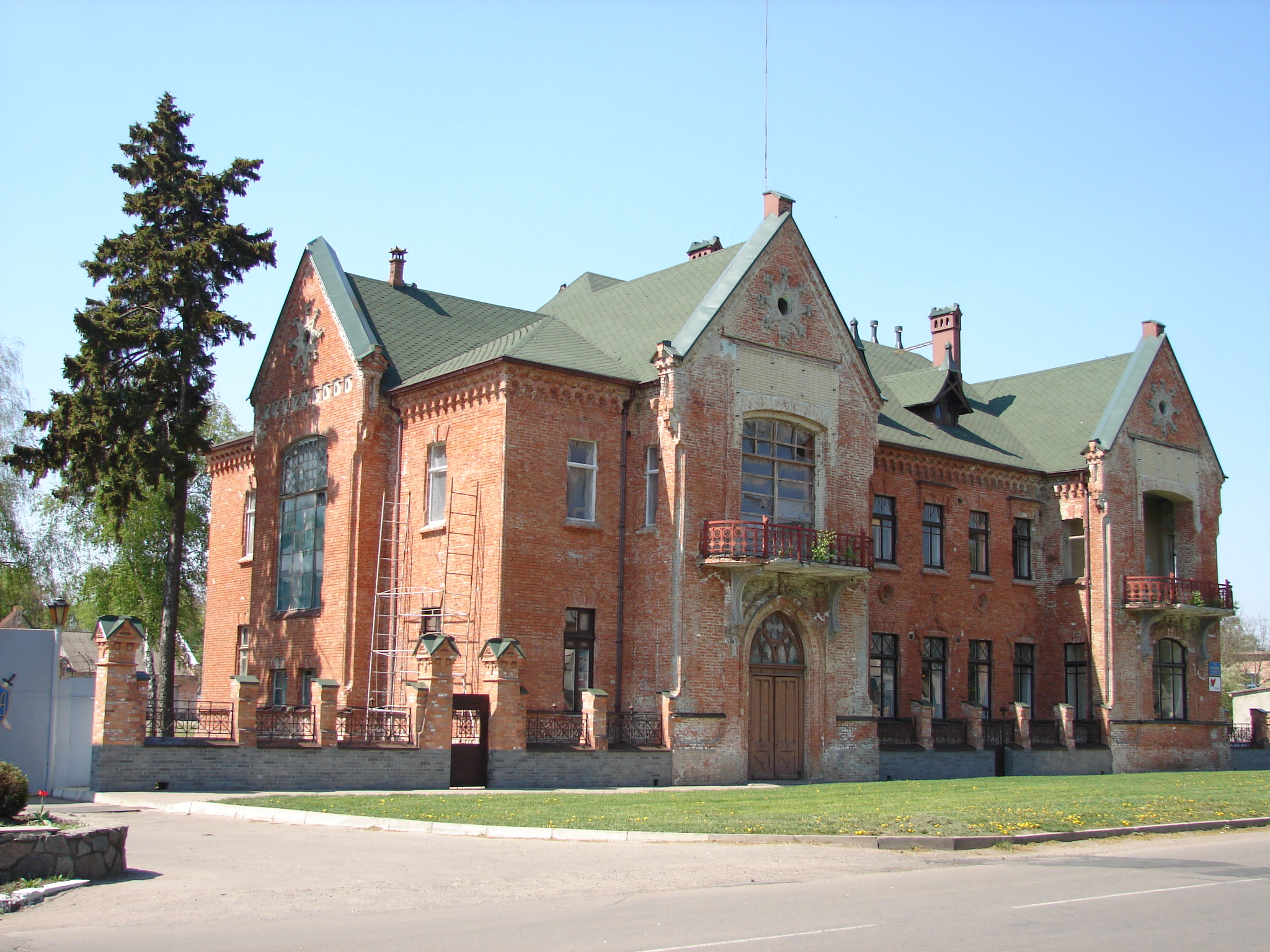
Будинок Воздвиженка, Зіньків
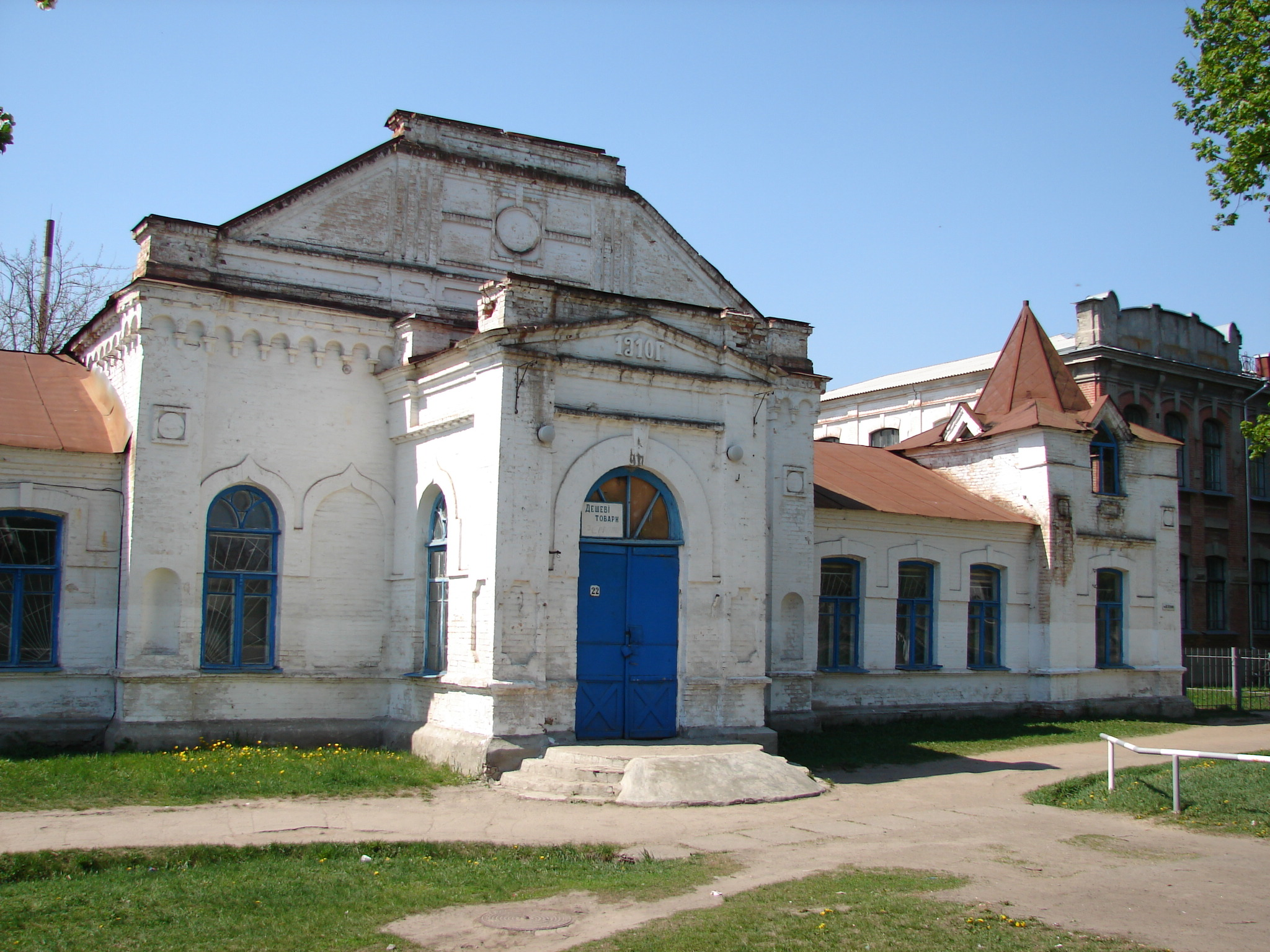
Забудова по вул. Воздвиженській, 3. Зіньків
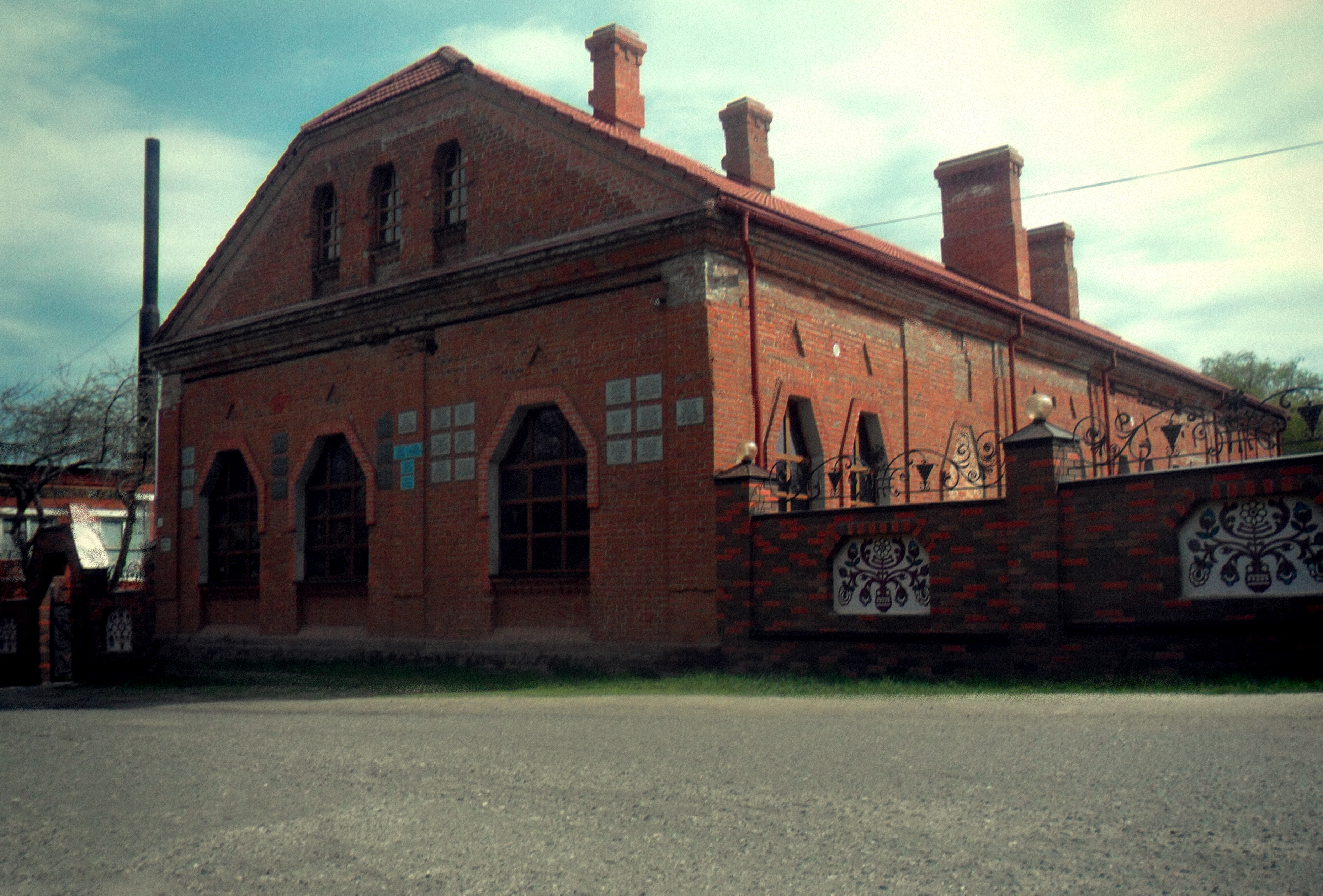
Будинок Кричевського-Лебіщака, Опішня

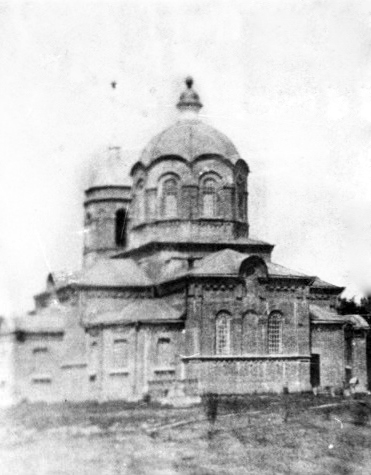
Преображенська церква, Глинське, кін. ХІХ ст.
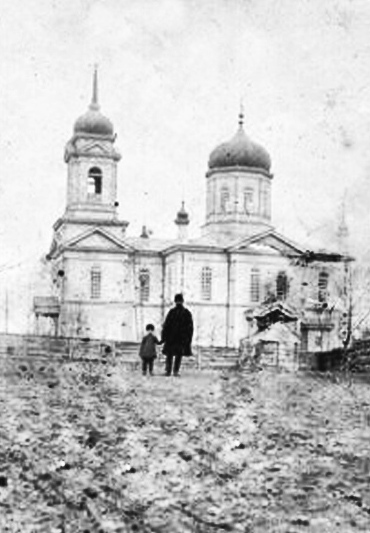
Різдвяно-Богородицька церква, Малі Будища, 1899 рік
Церква Різдва Христового Зіньків, 2010 рік
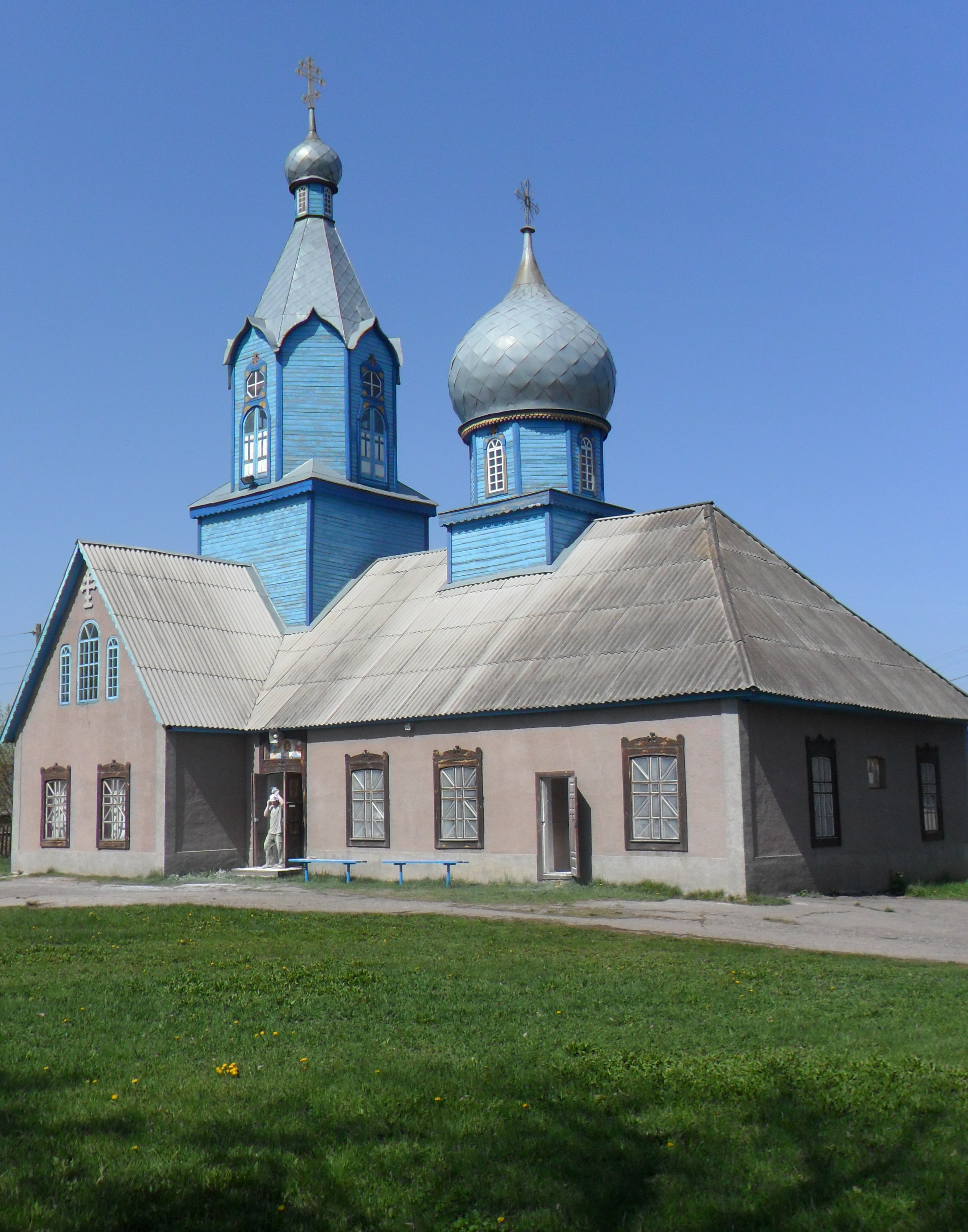
Троїцька церква, Опішня, 2012 рік

### Пам'ятники та меморіальні дошки
У Зіньківському районі нараховується 4 пам'ятки монументального мистецтва.
У районному центрі встановлено пам'ятник-бюст розвіднику Саші Саранчі. У Соколівщині споруджено пам'ятник-бюст двічі Герою СРСР маршалу Толбухіну Ф. І. У селі Новоселівка — пам'ятник Петровському Г. І Ці пам'ятники були споруджені у 1960—1970-х роках.
На початку ХХІ сторіччя у районі активно встановлюються пам'ятники-бюсти Тарасу Шевченку. Такі погруддя відкрито в Зінькові, Довжику, Опішні. Громада останньої збирає кошти на спорудження пам'ятника гончарству.
На території району 38 братських могил радянських воїнів та 6 братських могил учасників встановлення радянської влади. 23 пам'ятні знаки полеглим воїнам-землякам, 2 меморіальних комплекси з вічним вогнем у Зінькові та Опішні. У райцентрі також відкрито пам'ятні знаки учасникам бойових дій в Афганістані, всім загиблим, в Опішні — учасникам бойових дій на території інших держав та учасникам ліквідації аварії на ЧАЕС.
У Опішні на фасаді будинку Опішнянського гончарного навчально-показового пункту Полтавського губернського земства розташована стіна гончарної слави. Тут встановлено 15 меморіальних дощок митцям, чия діяльність пов'язана із селищем. У Зінькові на честь 400-річчя від дня заснування міста встановлено стелу.

Стела на 400-ліття Зінькова
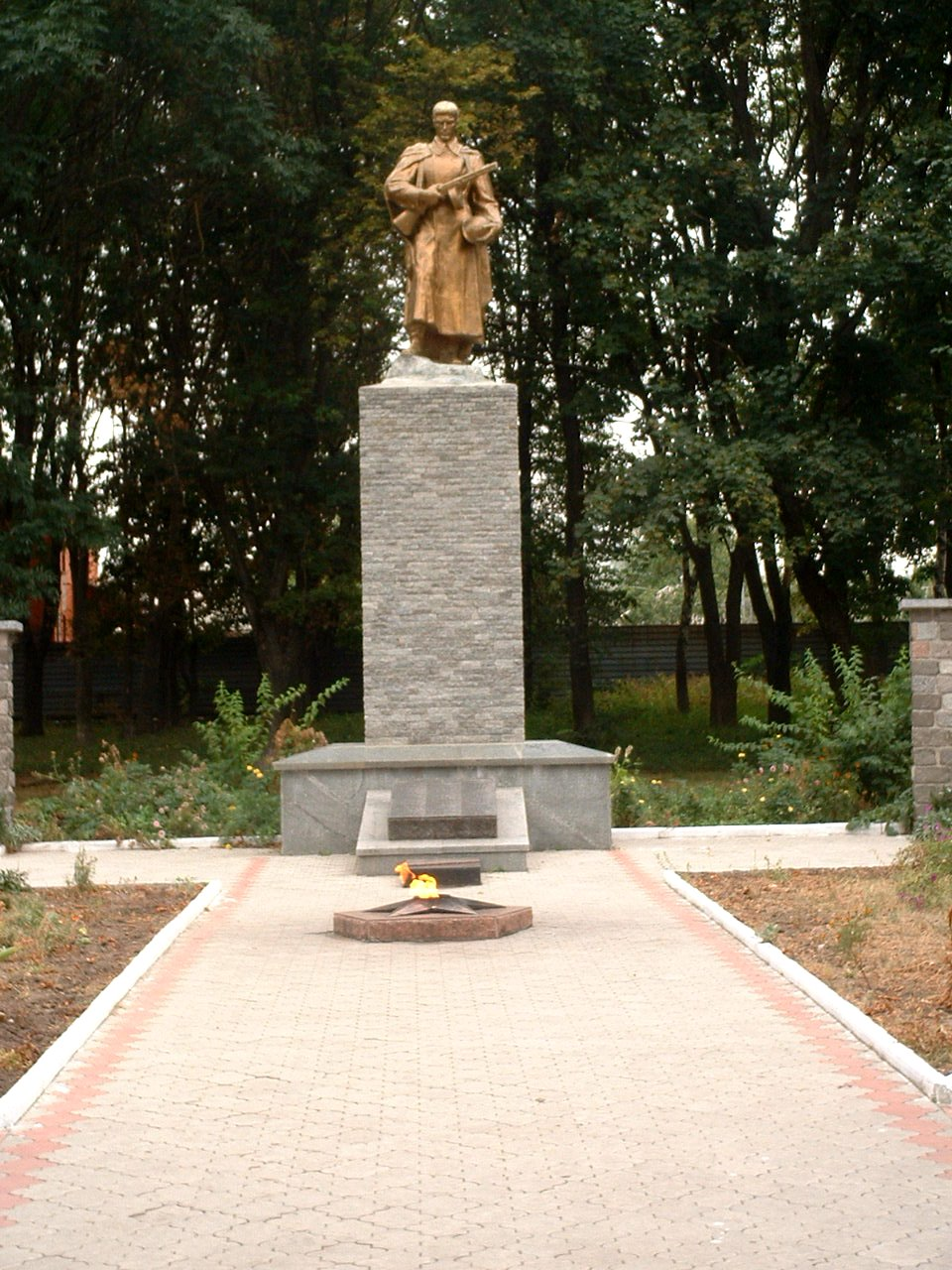
Пам'ятник визволителю, Опішня
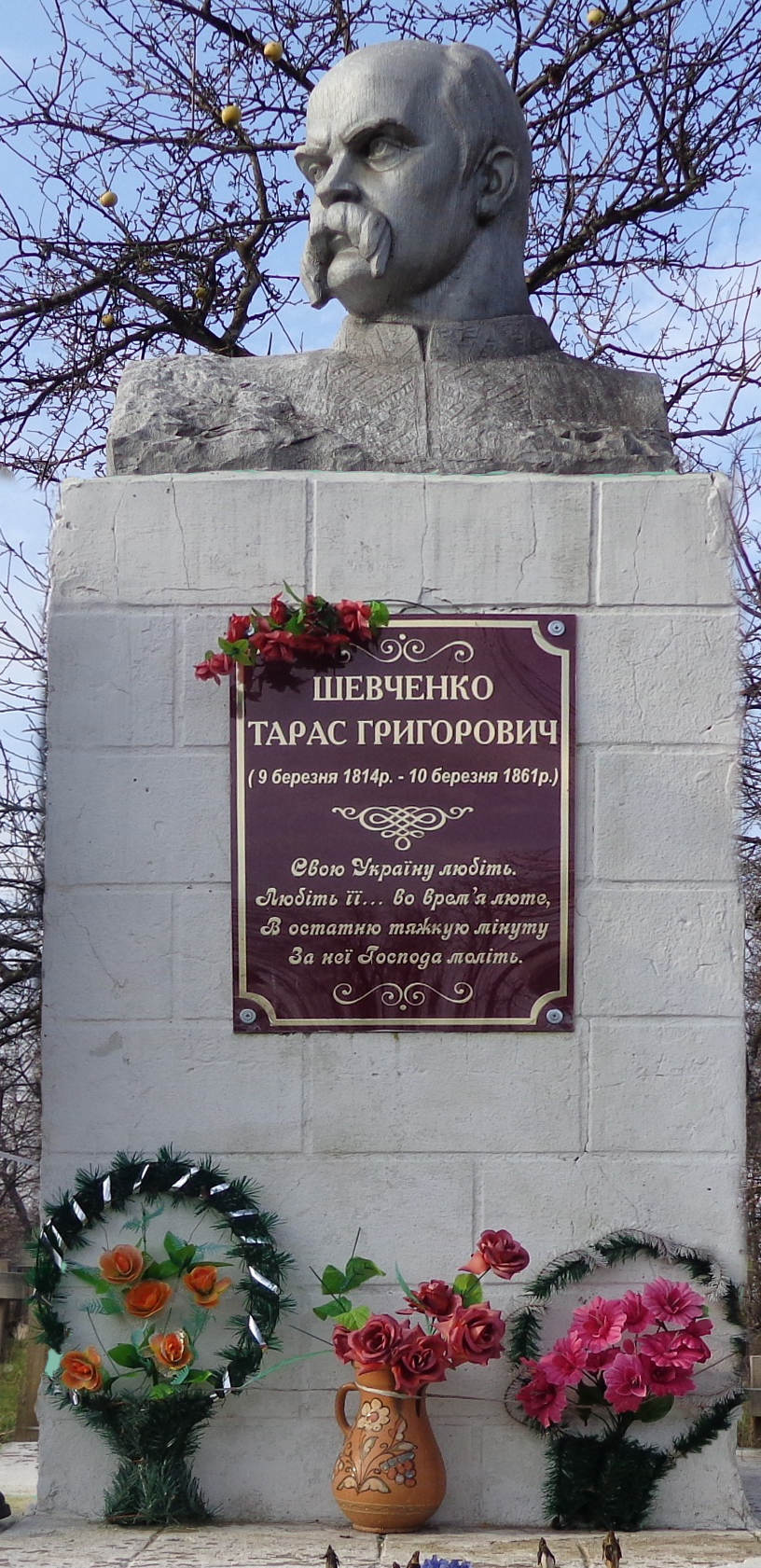
Пам'яний бюст Тарасу Шевченку, Довжик
Меморіальна дошка Єлизаветі Трипільській, Опішня

### Пам'ятки археології
На території району розташовані три пам'ятки археології — городища. Це свідчить про те, що ці землі були заселені задовго до офіційної дати заснування населених пунктів. Поруч з селом Глинським вченими відкрито Глинське городище  — слов'янське городище роменської та древньоруської культури, XIII—VIII століття до н. е., IX—XIII століття, кургани. Це стародавнє поселення є пам'яткою археології національного значення. У південно-східній частині смт Опішні на початку XX століття виявлено Опішнянське городище. Дане поселення належить до роменських городищ.
Його датують серединою VIII — початку IX століття. Також біля Опішні виявлено городище «Кардашів Вал». Поселення — скіфського часу, датується VI—IV ст. до н. е.

### Музеї та заповідники
У районі нараховується 18 історичних музеїв. Зіньківський районний народний історичний музей заснований 1967 року, фонд становить понад 2,5 тис. предметів, Опішнянський історичний музей, створений в Опішнянській СШ № 1 у 1960 році, фонд якого становить понад 2 тис. предметів, та Лютенсько-Будищанський історичний музей, організований 1967 року (фонд 1,8 тис. предметів).
Утім, найпопулярнішим музейним об'єктом району є Національний музей-заповідник українського гончарства в Опішні. Даний музей — це комплекс, до складу якого входять меморіальний музей-садиба гончарської родини Пошивайлів, Меморіальний музей-садиба гончарівни Олександри Селюченко, Меморіальний музей-садиба філософа й колекціонера опішнянської кераміки Леоніда Сморжа, Музей мистецької родини Кричевських, Національна галерея української монументальної скульптури, Мистецька галерея Центру розвитку духовної культури.

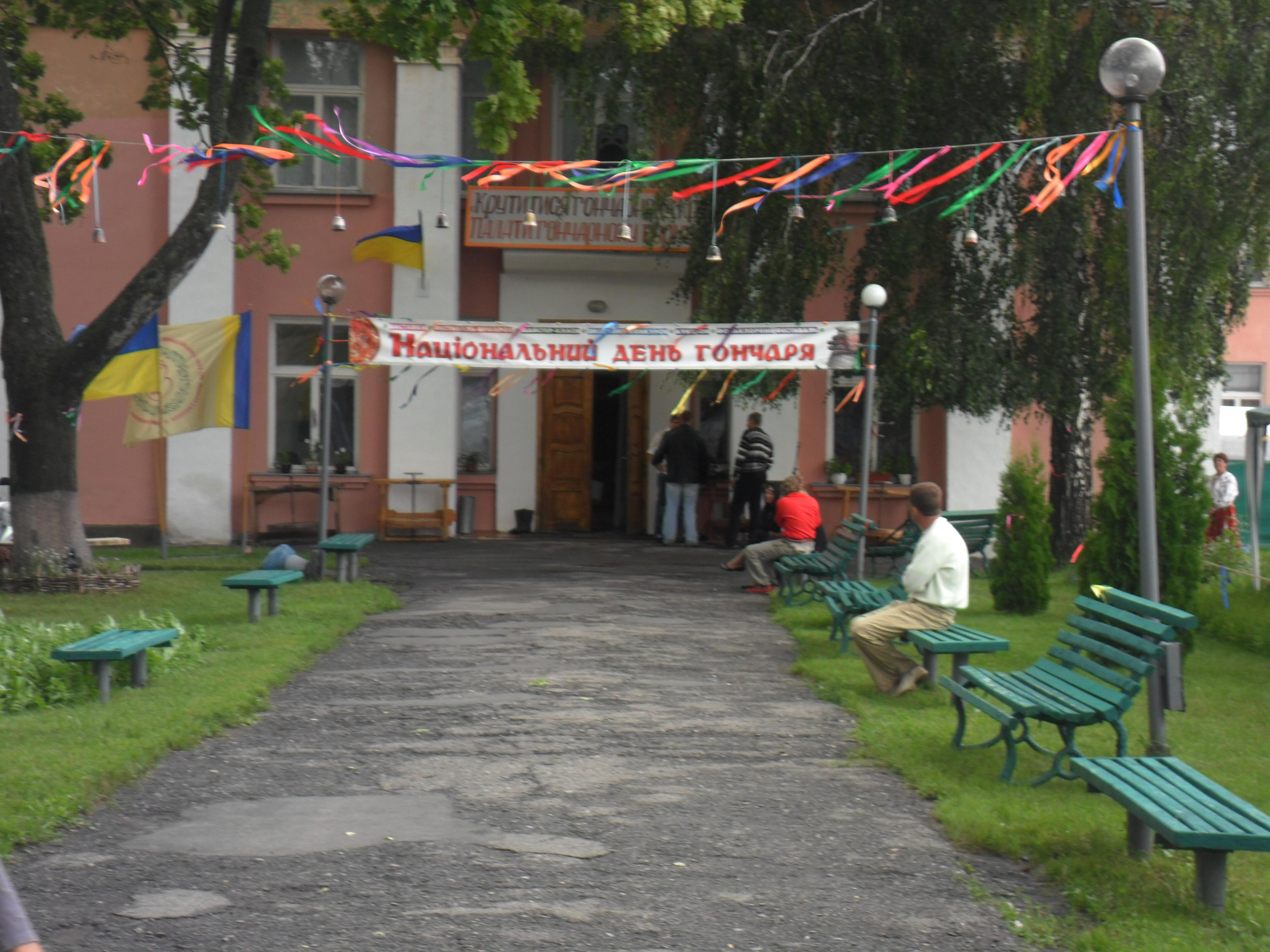
Центр розвитку духовної культури, Опішня
Галерея монументальної скульптури
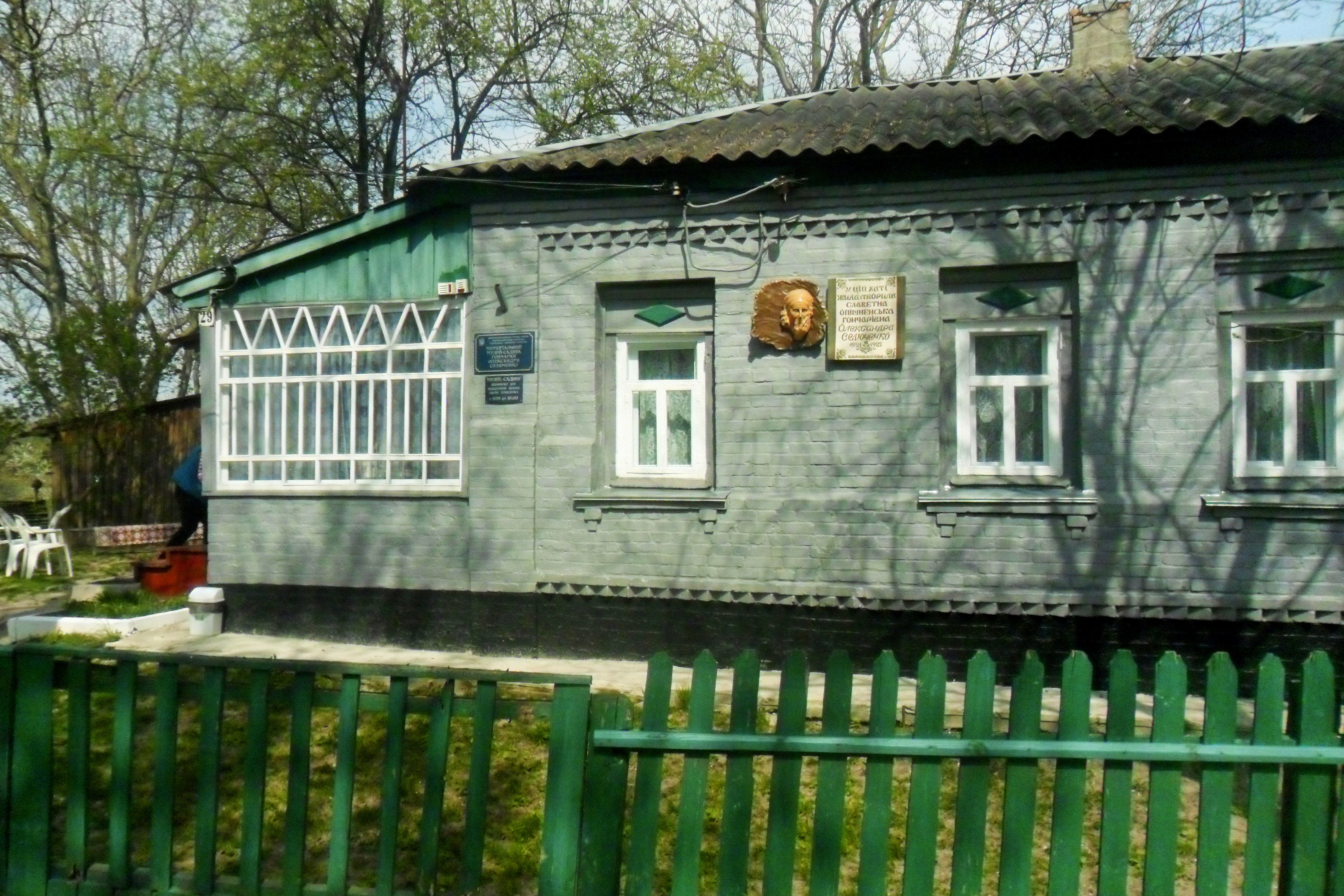
Меморіал-музей гончарки Олександри Селюченко
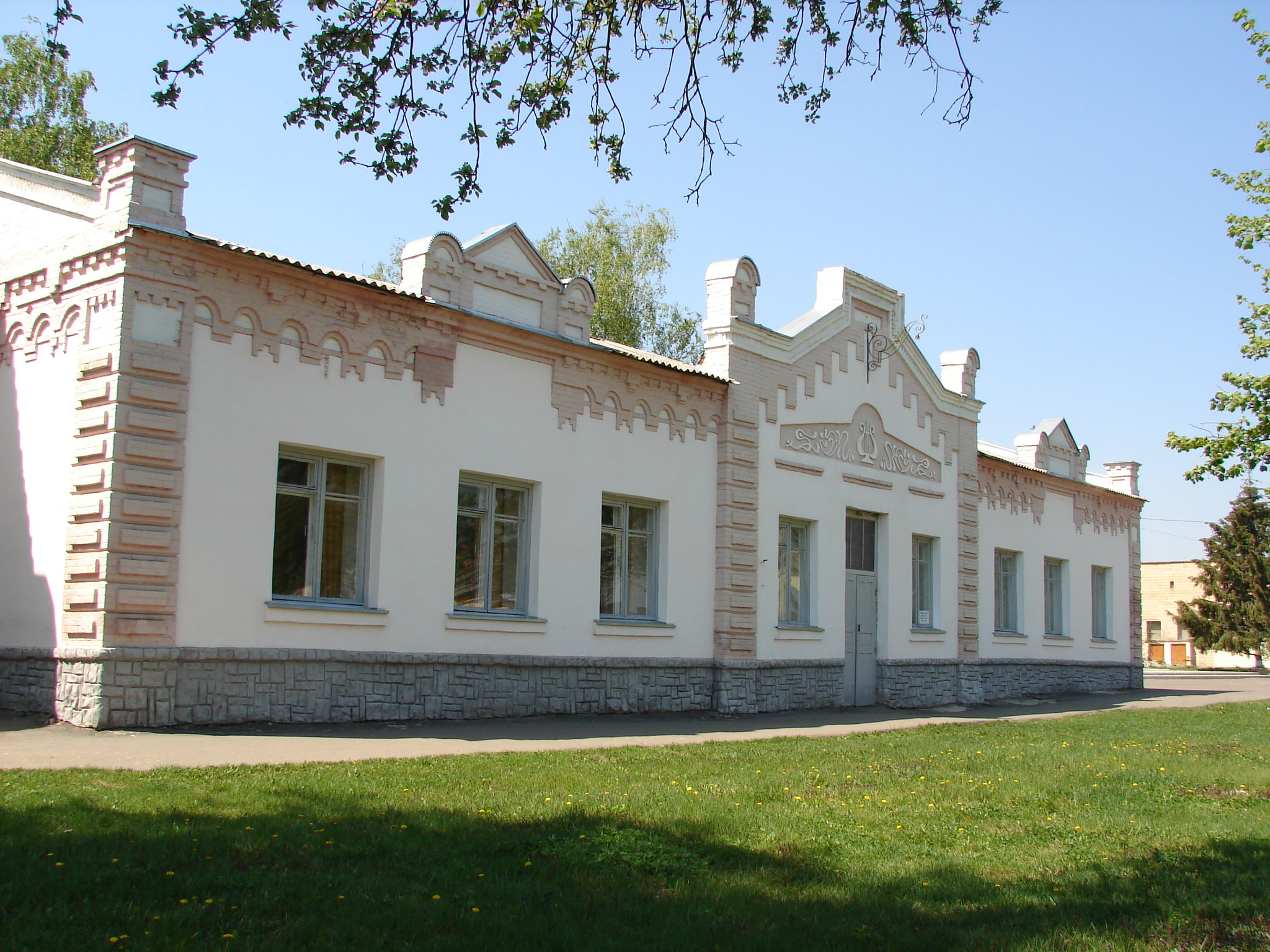
Народний історичний музей, Зіньків

## Персоналії
Із Зіньківщиною пов'язана низка імен громадських, культурних, наукових діячів.
На межі ХІХ—XX ст. край славилася як пісенний осередок. Тут народилися чи творили корифеї музичного мистецтва. Кобзарі Гриценко Хведір Хведорович із Глинського, який виконував думи «Втеча трьох братів з Азова», «Маруся Богуславка», «Брати Самарські», «Олексій Попович» тощо, та Опанас Говтань, який виконував народні пісні та думи, зокрема «Про вдову й трьох синів». У Зінькові у 1884 році народився композитор Батюк Порфирій Кирилович, який є автором текстів дитячих хорів без супроводу «Заповіт», «Мені тринадцятий минало», «Річка» («Тече вода з-під явора») та інших.
Уродженцями Зіньківщини також є чимало письменників та літературознавців:
- Нитченко Дмитро Васильович — (21 лютого 1905, Зіньків — 27 травня 1999, Мельбурн)  — український літературознавець, письменник, мемуарист, член Спілки письменників України
- Вражливий Василь Якович (1903, Опішня — 8 грудня 1937, Соловки) — український письменник, член Спілки письменників України
- Гребенюк Іван Федорович (23 березня 1918, Шкурпели — 27 березня 1982, Київ) — український письменник, поет
- Цюпа Іван Антонович (29 жовтня 1911, с. Бірки — 19 березня 2004, Київ) — український письменник, публіцист
- Сердюк Павло Олександрович (4 березня 1926, с. Велика Павлівка) — український літературний критик, літературознавець
- Мусієнко Олекса Григорович (25 лютого 1935, с. Велика Павлівка — 28 лютого 2002, Київ) — український журналіст і прозаїк
- Тютюнник Григорій Михайлович (23 квітня 1920, c. Шилівка — 29 серпня 1961, Львів) — український письменник, прозаїк, поет
- Тютюнник Григір Михайлович (5 грудня 1931, с. Шилівка — 6 березня 1980) — український письменник-прозаїк.

Унікальним явищем в історії Зінькова стала сім'я Зерових. Батько Костянтин Зеров виховав 7 дітей, серед них:
- Зеров Микола Костянтинович (1890, Зіньків — 1937, Сандармох) — український літературознавець, поет, перекладач.
- Зеров Михайло Костянтинович (1901, Зіньків — 1963, Аугсбург) — український поет, перекладач, відомий під псевдонімом Михайло Орест.
- Зеров Дмитро Костянтинович (1895, Зіньків — 1971, Київ) — український ботанік, академік АН УРСР (1948)
- Зеров Костянтин Костянтинович (1899, Зіньків — 1979) — український гідробіолог, частково геоботанік.

Родом із Зіньківщини були театральні діячі: режисер Ровенський Дмитро Діомидович та народний артист СРСР Грипич Володимир Григорович (1923, Опішня — 2005).
Опішнянський осередок гончарства дав немало відомих гончарів, малювальниць. Серед них три лауреати Національної премії України імені Тараса Шевченка:
- Трипільська Єлизавета Романівна (1883, Опішня — 1958) — українська скульпторка.
- Шиян Ольга Галактіонівна (1914, Опішня — 2001) — майстер народної керамічної іграшки та скульптури.
- Омеляненко Василь Онуфрійович (нар.1925, Опішня) — опішнянський гончар, заслужений майстер народної творчості Української РСР, лауреат Премії імені Данила Щербаківського, Національної премії України імені Тараса Шевченка.
- Селюченко Олександра Федорівна (1921, Опішня — 1987) — українська керамістка, народна майстриня.
- Поросний Василь Васильович (1873, Опішня — 1942) — український радянський народний майстер художньої кераміки.
- Пошивайло Гаврило Ничипорович (1909, Опішня — 1991) — представник опішнянської школи художньої кераміки.
- Пошивайло Явдоха Данилівна (1910, Опішня — 1994) — гончарна малювальниця, представниця опішнянської школи художньої мальовки
- Білик Іван Архипович (13 листопада 1910 рік — 29 грудня 1999 рік, Опішня) — український гончар, лауреат Національної премії України імені Тараса Шевченка.
- Китриш Михайло Єгорович (21 жовтня 1936 рік, Опішня) — український гончар, скульптор, лауреат Національної премії України імені Тараса Шевченка.

Серед уродженців краю успіхів у науці досягли:
- Терещенко Олександр Власович (1806 — 21 лютого 1865, Зіньків) — етнограф, дослідник історичної минувшини Полтавщини.
- Дейнека Іван Якович (22 червня 1904, Опішня — 25 січня 1970) — український радянський хірург, заслужений діяч науки УРСР (1957 року).
- Омельченко Антон Лукич (1883, с. Батьки — 1932) — український дослідник Антарктиди (конюх британської експедиції Роберта Скотта), член Королівського географічного товариства.
- Серго Юхим Юхимович (1913, с. Дейкалівка — 1996 рік) — український вчений, доктор технічних наук, професор Дніпропетровського гірничого інституту.

|                         |                          |                         |                            |
| Китриш Михайло Єгорович | Холодний Федір Федорович | Вражливий Василь Якович | Зеров Микола Костянтинович |